# Treviglio
Treviglio [tɾeˈviʎːo] (Treì [tɾɛˈi] in dialetto bergamasco) è un comune italiano di 31 440 abitanti della provincia di Bergamo in Lombardia. Secondo comune della provincia di Bergamo per numero di abitanti, si trova nella media Pianura Padana, a circa 22 km in direzione sud rispetto al capoluogo orobico.
Fondata nell'Alto Medioevo dall'unione di tre comuni a scopo difensivo, è il principale centro della Gera d'Adda. La sua posizione strategica è evidenziata dal crocevia di strade e ferrovie che la collegano con Bergamo, Brescia, Cremona, Lodi e Milano.

## Geografia fisica

### Territorio

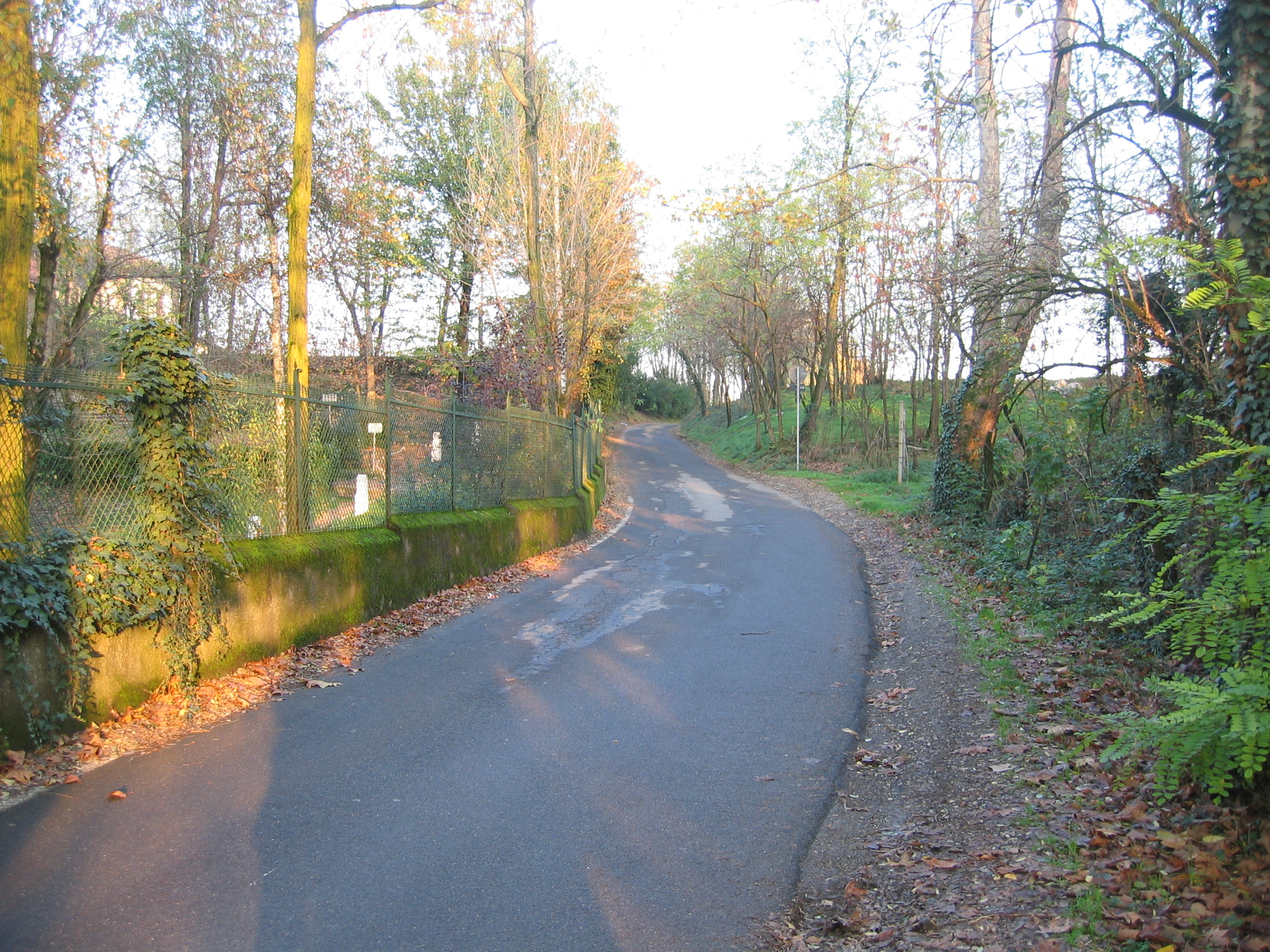
Discesa vicino al fiume Adda

Il territorio di Treviglio, esteso per 32,22 km², sorge nella Gera d'Adda, in gran parte porzione della bassa bergamasca tra i fiumi Adda e Serio, e dal primo dista solo 2 km. Confina con i comuni di Arcene, Brignano Gera d'Adda, Calvenzano, Caravaggio, Casirate d'Adda, Cassano d'Adda (MI), Castel Rozzone, Fara Gera d'Adda e Pontirolo Nuovo.
Nonostante il territorio faccia parte della media Pianura Padana, presenta dei dislivelli di 15 metri vicino all'Adda. Tali dislivelli sono dovuti alla presenza di un terrazzamento morfologico denominato costa trevigliese.
Il nucleo centrale della città sorge a 125 metri sul livello del mare, anche se l'altitudine varia di ben 35 metri, diminuendo progressivamente nel passaggio dalla zona nordest alla zona sudovest.

#### Geologia e morfologia
Il terreno di Treviglio è d'origine alluvionale, e presenta strati composti principalmente da ghiaia, sabbia e più in profondità anche da arenaria. Dopo il primo strato d'origine alluvionale, il terreno presenta poi strati d'origine quaternaria marina, Pliocene, Langhiano, Aquitaniano e infine Olocene.
La parte occidentale del territorio comunale è attraversata da un terrazzo morfologico denominato costa trevigliese che suddivide così il comune in due zone morfologicamente differenti: quella orientale in cui si trova il centro abitato, gran parte della Geromina, e la totalità di Battaglie e di Castel Cerreto risale al Pleistocene, mentre una limitata porzione occidentale, comprendente la cascina Pezzoli e il laghetto Treviza risale all'Olocene.
Vi sono inoltre due cave: la prima è posta nelle vicinanze della strada che conduce a Badalasco e la seconda è situata vicino alla strada per Casirate d'Adda. Cave come queste in passato sono state trasformate in laghi; il miglior esempio è il laghetto Treviza posto nei pressi del Roccolo. Tra gli altri laghi artificiali vi era in passato l'attuale cava della Vailata, divenuta tale a causa di fenomeni di erosione.

#### Idrologia

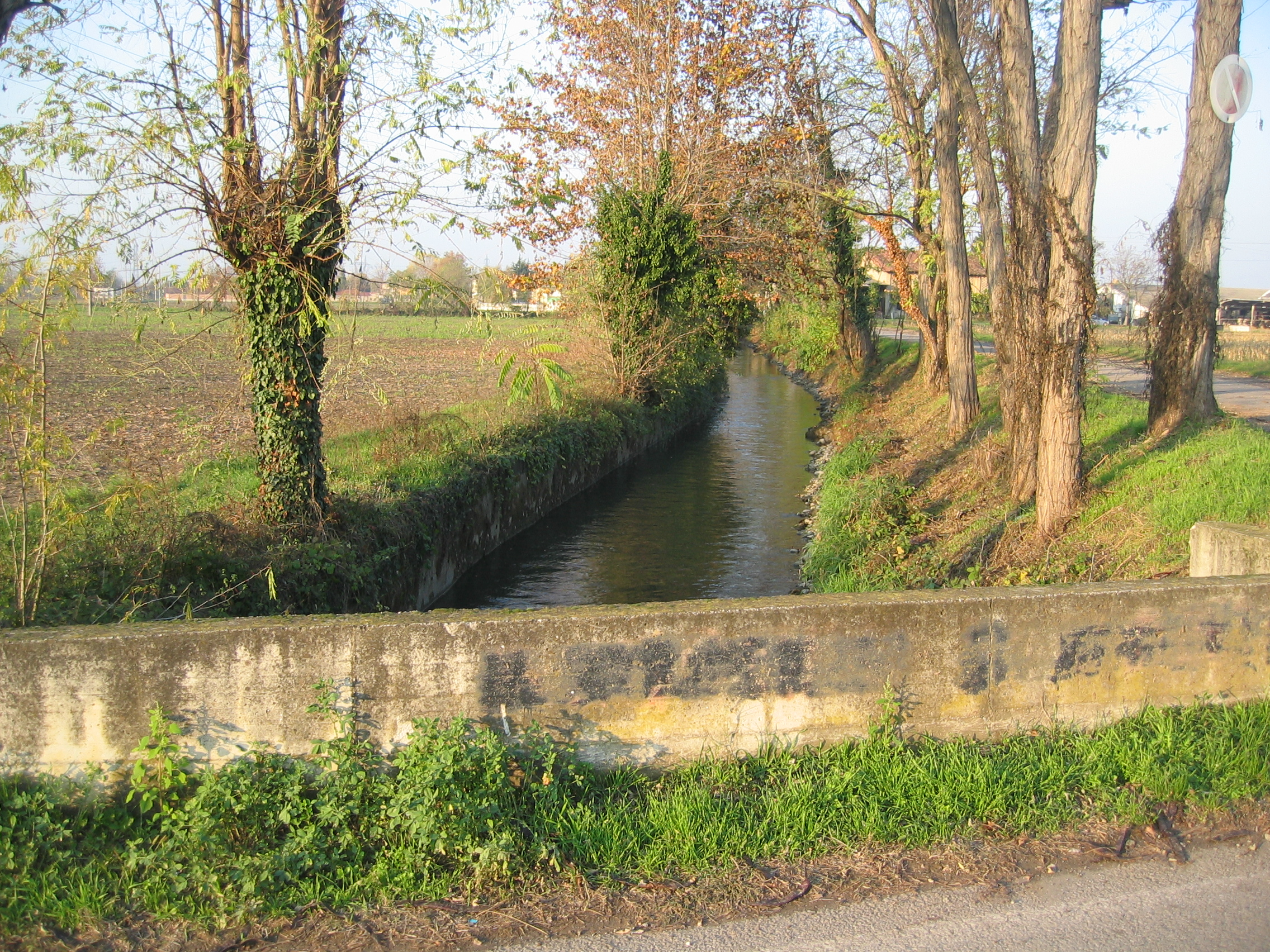
La roggia Vailata che scorre nella campagna a ovest di Treviglio

##### Fiumi
Treviglio, pur trovandosi a circa 5 chilometri dall'Adda, non viene lambita da alcun fiume dato che il territorio comunale di Cassano d'Adda si estende, con le frazioni di Cascate, Cascine San Pietro e Taranta, anche sull'altra sponda. Tuttavia in epoca remota, essendo l'Adda più ampio e formando il cosiddetto lago Gerundo, si pensa che la parte più occidentale del comune fosse sommersa, trovandosi al di là della costa, terrazzamento morfologico evidente.

##### Fossi, fossato e pozzi
Il suo territorio è però attraversato da molteplici fossi di cui uno, derivato dal fiume Brembo, lambisce il centro storico, passando per via Cavallotti, attraverso la roggia Mulina che dall'epoca medievale portava l'acqua nel fossato del borgo, posto sotto la circonvallazione. Come mostrato dai plastici di differenti epoche storiche posti nel museo civico, il fossato era prima articolato in tre piccoli canali, poi riuniti in uno unico. La copertura del fossato, iniziata nel XIX secolo fu completata nella prima metà del XX secolo.
Per questi motivi, dal punto di vista idrogeologico, pur non presentando gravi segni di dissesto, è in parte a rischio in caso d'alluvione.
Va inoltre segnalata la presenza di quattro pozzi per acqua di cui tre situati in prossimità del centro storico e profondi 132,5, 67 e 76 metri. Un altro si trova vicino alla frazione di Castel Cerreto della profondità di 48 metri. Vi sono inoltre nella parte nord del territorio comunale due pozzi per la ricerca di idrocarburi, profondi 850 e 1 009,5 metri.

#### Sismologia
Dal punto di vista sismico presenta un rischio basso e distribuito in modo uniforme sul territorio. Il comune è stato infatti classificato come zona 3 (bassa sismicità) dalla protezione civile nazionale.

### Clima
Il clima della città è poco mite dato che risulta molto caldo d'estate e molto freddo in inverno con presenza di nebbia e una o più nevicate all'anno. In autunno e primavera vi sono lunghi periodi di pioggia.
Treviglio, come il resto della Pianura Padana, è caratterizzata da un'assenza di venti sinottici al livello del suolo a causa della conformazione geografica della stessa. Nella maggior parte dei casi la loro velocità è inferiore agli 0,5 m/s. La velocità del vento, già piuttosto bassa, tende a ridursi ulteriormente nel periodo invernale.
Treviglio, quanto a classificazione climatica rientra nella zona E, 2 237 GG.
Il clima di Treviglio è monitorato dalla stazione meteorologica della protezione civile locale.

## Origini del nome
Il toponimo Treviglio deriva da Trevillae, tre comunità rurali che si unirono a scopo difensivo. Portoli, Pisgnano e Cusarola si unirono così in un unico centro fortificato denominato Trivillium.
A tale nome venne aggiunto il sostantivo di Grassum per indicare la prosperità del borgo.
Meno probabile è la derivazione del toponimo dal latino Trivium che sta a indicare un incrocio fra tre vie, denominato trivio appunto. Anche tale ipotesi non è tuttavia da scartare dal momento che in origine il castrum vetus, primo nucleo cittadino, fu costruito all'incrocio tra le tre strade che conduceva alle tre ville.
Nel corso dei secoli la città cambiò più volte nome, passando per i toponimi di Trivilio, Trevì, Trevino, Trevilio per poi giungere all'attuale Treviglio.

## Storia
All'inizio del XIX secolo vi erano ancora così tanti lupi nei boschi intorno a Treviglio, specie nella località valle del Lupo, che fu istituita una taglia pari a 8 lire per cucciolo, 12 per maschio e 18 per femmina. Dal 1830 sono estinti.

### Origini
Le origini di Treviglio risalgono all'Alto Medioevo, anche se non mancano reperti di età precedente, dall'unione di tre diversi insediamenti preesistenti, detti villae, da cui deriva il nome: Cusarola di origine gallica a nord, Pisgnano di origine romana a sud e Portoli di origine longobarda a ovest, un porto vicino all'Adda.
Il procedimento fu un evento graduale, così che, non è mai stato possibile stabilire con precisione la data di fondazione del nuovo paese. Il primo nucleo del paese era cinto di mura, con tre differenti porte orientate ciascuna verso gli insediamenti originari. L'unione dei comuni aveva uno scopo difensivo e di condivisione dei prodotti agricoli.
Il primo documento ufficiale che cita il nuovo borgo risale al novembre 964 ed è un contratto di permuta stipulato tra il vescovo di Bergamo, Odelrico, e Garibaldo da Stagiano. Esso riguardava la vendita di alcune pertiche di un campo.
L'antica organizzazione amministrativa di Treviglio prevedeva l'elezione diretta di venti consoli per ciascuno dei tre borghi originari, per un totale di 60 consoli. Essi rimanevano in carica per soli sei mesi, in modo tale che tutti gli abitanti a turno reggessero le sorti del paese.

### Medioevo
Attorno all'anno mille la popolazione di Treviglio fu accresciuta dall'arrivo degli abitanti di Oriano, un comune presso Brescia, rimasto distrutto durante gli scontri tra Arduino d'Ivrea ed Enrico II che si contendevano la corona d'Italia. I nuovi arrivati si stanziarono a sudest del borgo che si ampliò, le mura furono estese e si aggiunse una quarta porta detta appunto di Oriano.
II comune, dopo un periodo di dipendenza dal monastero di San Simpliciano di Milano, ottenne dall'Impero e poi dai Visconti uno status di autonomia, ovvero di dipendenza diretta dalla Camera imperiale prima e dal Senato di Milano poi, e dal 1395 al 1789 fu "Terra separata del Ducato di Milano", fatte salve brevi parentesi di occupazione da parte della Repubblica di Venezia, dal 1431 al 1433, dal 1448 al 1453 e infine dal 1499 al 1509, che a quella data nel frattempo aveva conquistato definitivamente la quasi totalità del territorio di Bergamo.
L'ultima occupazione veneta terminò in modo funesto il giorno 8 maggio 1509 con il saccheggio e l'incendio di Treviglio, che allora contava oltre tredicimila abitanti, il fatto scosse Luigi XII di Francia che dall'altra parte dell'Adda presso Cassano vide Treviglio in fiamme, così che, attraversato il fiume provocò i Veneziani a battaglia e presso Agnadello li sconfisse in modo molto sanguinoso; da allora la Gera d'Adda fu stabilmente legata a Milano e la Serenissima interruppe la sua espansione sulla terraferma.
Nel 1522, durante la guerra tra Francesco I di Francia e l'imperatore Carlo V che si contendevano l'egemonia europea, Treviglio fu nuovamente minacciata di saccheggio ma scampò alla distruzione. Le cronache raccontano che il paese si salvò grazie alla miracolosa lacrimazione della Madonna affrescata nel monastero delle Agostiniane.
Il generale francese Odet de Foix Visconte di Lautrec il 27 febbraio di fronte al miracolo avrebbe deposto l'elmo e la spada (che ancora si conservano in Santuario) ai piedi di Maria, ordinando il ritiro delle truppe.
Durante il periodo spagnolo Treviglio venne costituita in feudo e posta all'asta, ma i trevigliesi, da sempre fieramente liberi, si opposero al provvedimento e, dopo aver perso la causa contro il senato di Milano, si autotassarono e riscattarono il borgo per 14 000 lire tra il 1612 e il 1664.
La riforma del governo della comunità di Treviglio voluta dall’imperatrice Maria Teresa nel 1758 abolì la democrazia a favore dell’oligarchia degli estimati, i proprietari immobiliari e fondiari. Il vecchio consolato fu sostituito da una Reggenza di 16 membri, mentre la normale amministrazione era demandata alla Deputazione dell’estimo, composta da cinque fra i più ricchi estimati.
L'attuale collocazione nella provincia bergamasca risale al 1798 per opera dei rivoluzionari giacobini.

### Simboli

#### Stemma e gonfalone comunale
Il simbolo del comune è lo stemma riconosciuto con decreto del capo del governo il 4 dicembre 1932. Su di esso sono presenti tre tipi di animali: i due leoni rappresentano i cittadini, l'aquila è il simbolo imperiale che richiama il passato ghibellino, mentre il maiale indica la prosperità raggiunta. Altri elementi dello stemma sono la torre che rappresenta la città e l'argento altro simbolo di prosperità.
Blasonatura dello stemma:
(D.C.G. 4 dicembre 1932)
Il simbolo è presente sopra l'ingresso principale del palazzo comunale, e ne rimane traccia sul campanile, ove era presente sotto il quadrante dell'orologio. Qui sono infatti visibili i due leoni rampanti che erano posti sotto la torre.
Il gonfalone civico, concesso con D.P.R. del 22 aprile 1980, è un «drappo di bianco»; precedentemente veniva utilizzato un gonfalone "interzato di verde, di rosso e di bianco".

#### Simbolo delle tre croci
Il simbolo con le tre croci rappresenta le origini di Treviglio, quando gli insediamenti romani di Portoli, Pisgnano e Cusarola, si unirono per formare un unico centro. Le tre croci rappresentano quindi le rispettive chiese di San Maurizio, Sant'Eutropio e San Zeno. Il simbolo è presente sulla facciata della casa di Simone Della Piazza che si affaccia su piazza Manara.

### Onorificenze
Treviglio può fregiarsi del titolo di città dall'8 gennaio 1860 per regio decreto di Vittorio Emanuele II, contrassegnato da Urbano Rattazzi.
A causa della partecipazione alla Repubblica Cisalpina nel 1815 e ai moti del 1848, il Regno Lombardo-Veneto revocò il titolo di città concesso in precedenza a Treviglio. Per gli stessi motivi, il titolo fu riottenuto l'8 gennaio 1860 per decreto di Vittorio Emanuele II di Savoia, che guidò il processo di unificazione dell'Italia.
Tra le onorificenze più importanti conferite a livello comunale vi sono la civica benemerenza San Martino d'oro e il premio Madonna delle Lacrime.

## Monumenti e luoghi d'interesse

### Architetture religiose

#### Basilica di San Martino e Santa Maria Assunta

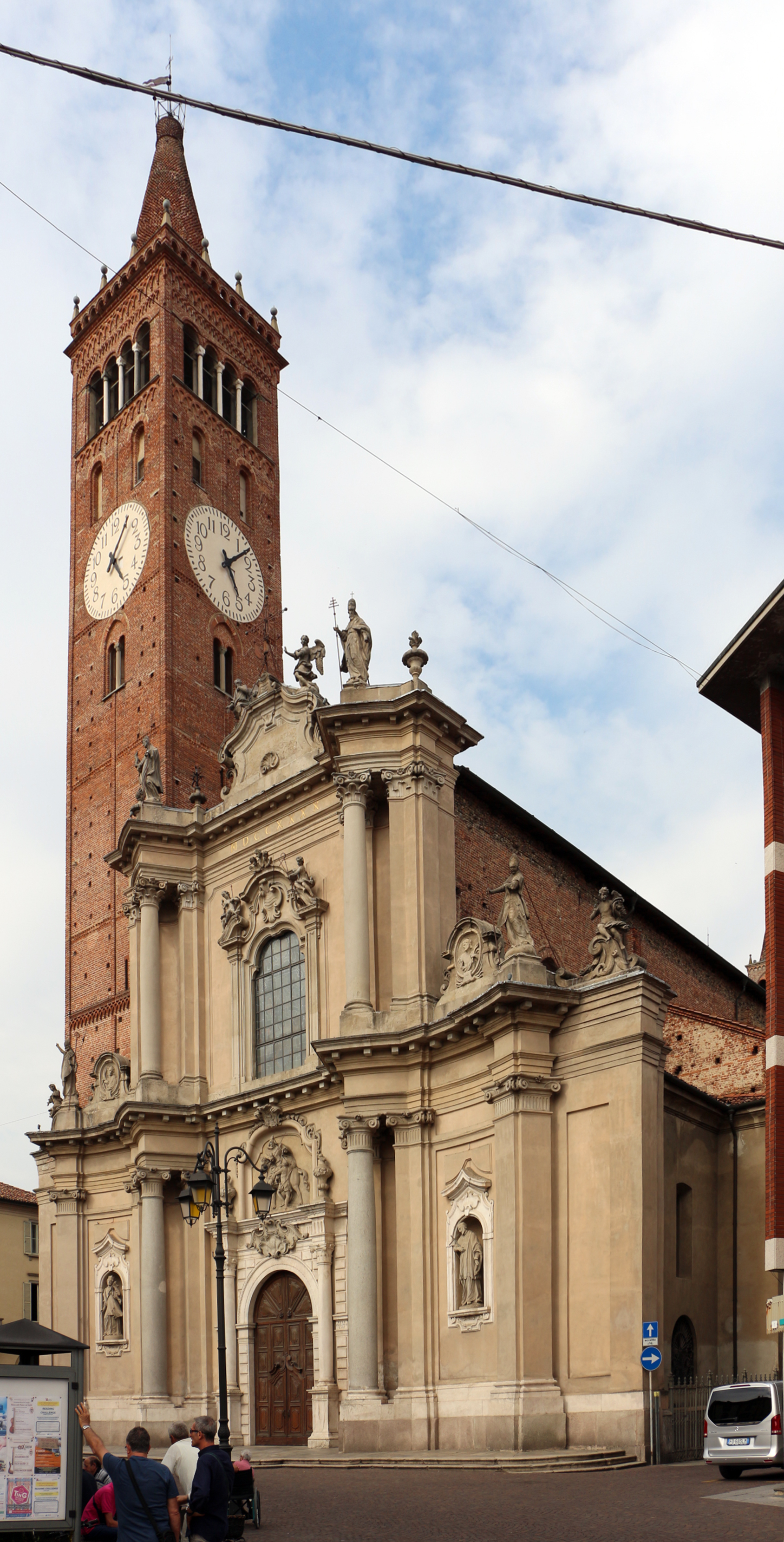
La Basilica di San Martino e il campanile

La basilica fu edificata nel 1008 dove sorgeva la chiesa preromanica dell'Assunta, e subì diversi interventi di ampliamento nel corso dei secoli. Nel 1482 venne ampliata e rimodellata secondo i dettami dello stile gotico lombardo; nel 1500 fu impreziosita da alcune opere di Gian Paolo Cavagna. L'attuale facciata di stile barocco, realizzata dall'architetto Giovanni Ruggeri, risale al 1740.
L'interno dell'edificio di culto, a tre navate e con cinque cappelle laterali, ospita affreschi e tele di Nicola Moietta, dei fratelli Galliari, di Gian Paolo Cavagna, di Camillo Procaccini, dei Danedi de' Montalti, del Molinari e del Manetta. L'opera più celebre è tuttavia il polittico di San Martino di Bernardo Zenale e Bernardino Butinone, risalente al periodo compreso tra 1485 e 1490 e considerato uno dei maggiori capolavori del Quattrocento lombardo.
Alla basilica è affiancata la torre civica: un campanile in stile gotico lombardo edificato intorno all'anno 1008. Con i suoi 60 metri d'altezza, è il simbolo per eccellenza dell'intera città e rappresenta un punto di riferimento costante, visibile a chilometri di distanza.
Appartiene tanto alla chiesa quanto al comune, dopo anni di contesa, date le duplici funzioni civili e religiose. In origine non era contiguo all'edificio religioso, ma è stato unito a esso solo successivamente. In passato ha svolto funzioni militari, in quanto era usato per le segnalazioni di pericolo con i vicini comuni.
Il 30 agosto 2008 le Poste italiane, in occasione del millenario, hanno emesso un francobollo che raffigura il campanile di Treviglio.

#### Santuario della Madonna delle Lacrime

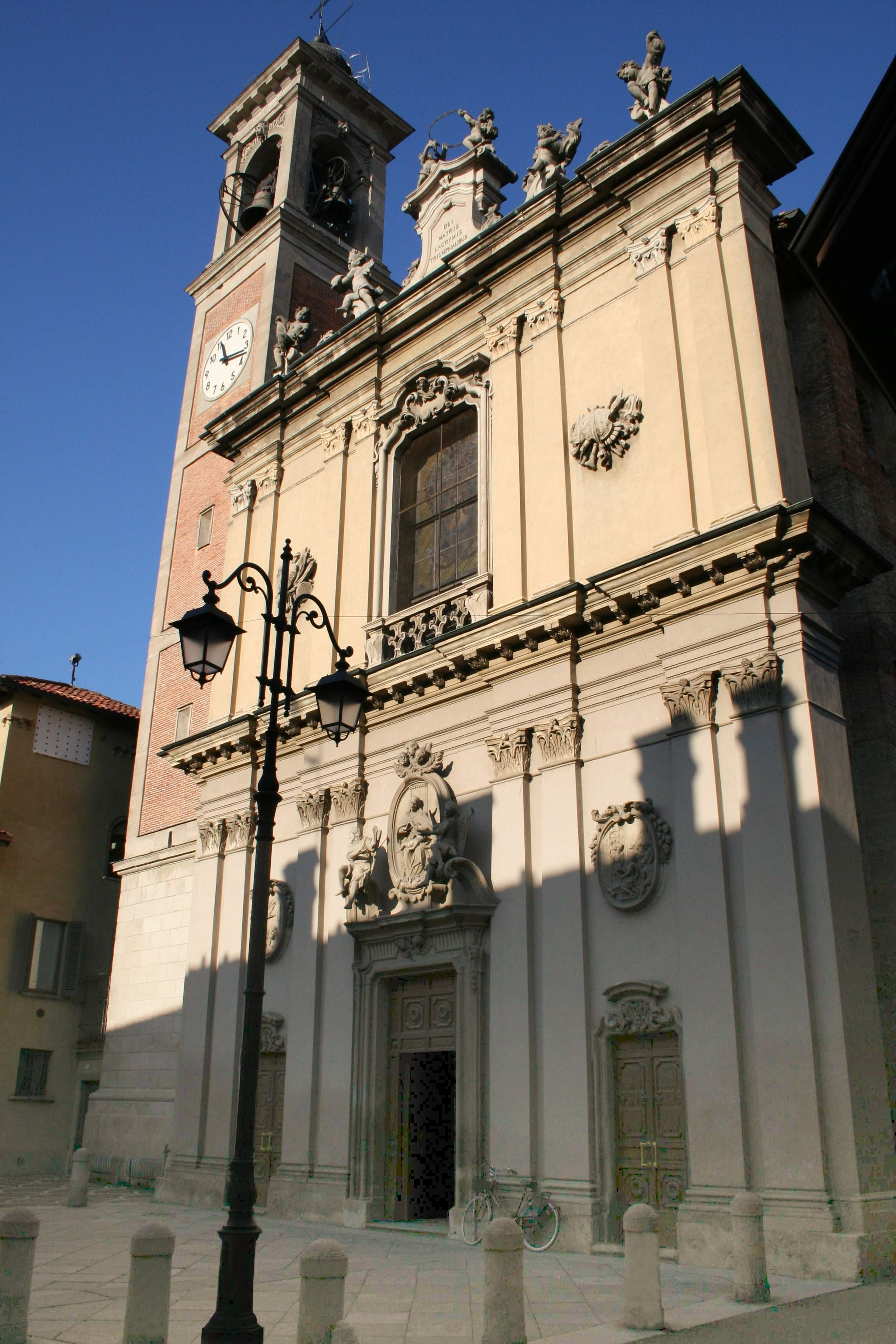
La facciata del Santuario della Madonna delle lacrime

Il santuario della Madonna delle lacrime venne aperto al culto il 19 giugno 1619, quando l'immagine della Madonna delle lacrime fu traslata dal monastero delle Agostiniane, ove aveva avuto luogo il miracolo, all'altare maggiore, opera del noto architetto caravaggino Fabio Mangone. Sotto l'immagine sono tuttora conservati la spada e l'elmo del visconte di Lautrec. All'interno, il santuario ospita affreschi e tele del Molinari, dei fratelli Galliari, del Cresseri, del Montalti e di Bernardino Butinone. Nel santuario il 14 gennaio 1912 il cardinale Andrea Carlo Ferrari consacra vescovo monsignor Pompeo Ghezzi, eletto vescovo di Sansepolcro, fino ad allora canonico curato a Treviglio, dove si era distinto per un significativo apostolato religioso e sociale.

#### Chiesa di San Carlo ai morti

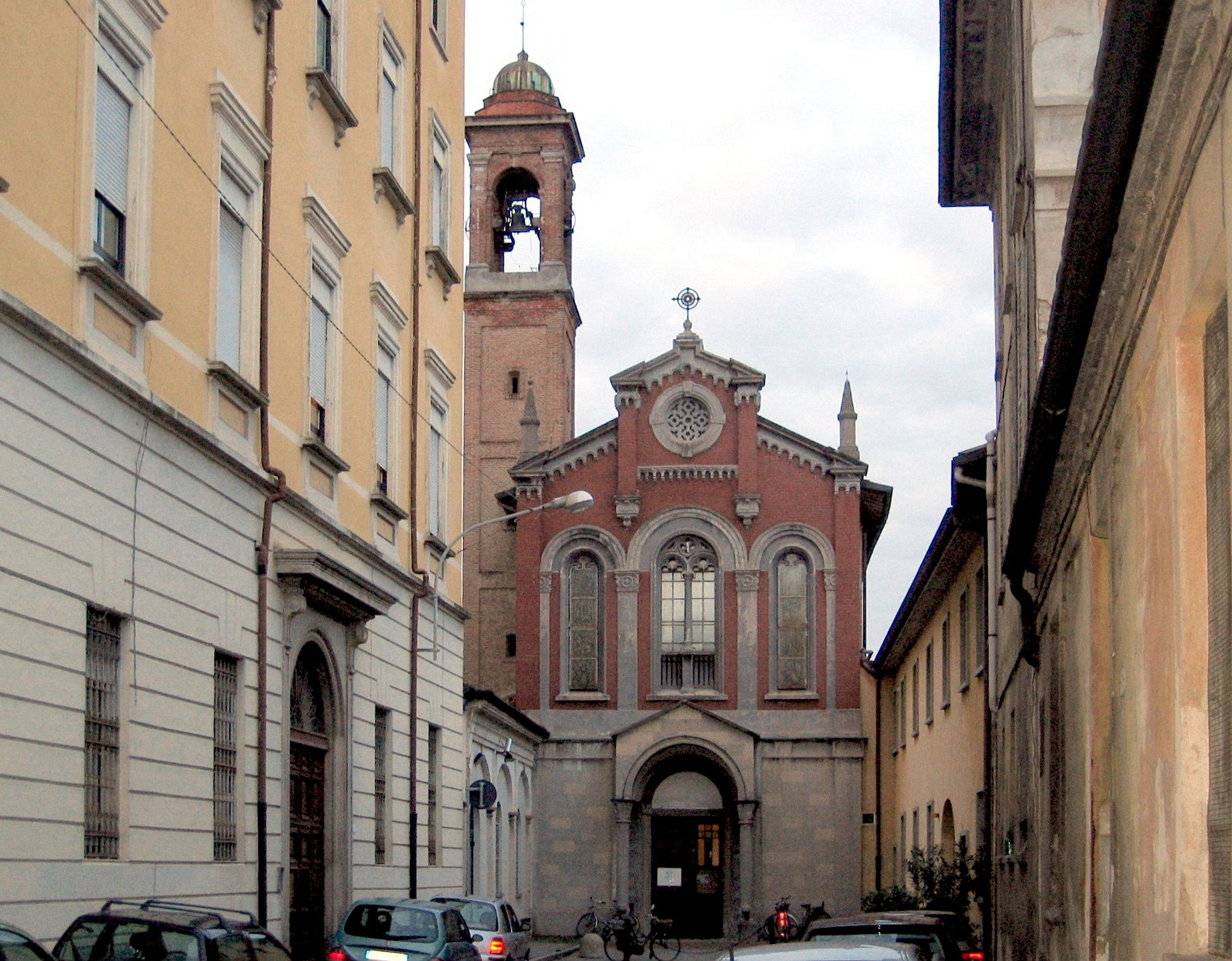
La facciata della chiesa di San Carlo ai morti

Situata nelle immediate adiacenze dell'istituto salesiano, fu edificata nel corso del XVII secolo in un terreno allora noto come Gemone, ove era situato il principale cimitero degli appestati del 1630, per volere di Giuseppe Locatelli; nel 1668 fu ampliata grazie all'apertura di una cappella intitolata a San Francesco Saverio. Nel corso del XIX secolo l'edificio venne nuovamente rimaneggiato, sia nella facciata sia nei suoi interni che nel campanile di cui fu dotato.
La chiesa ospita la Maria Rossa, precedentemente custodita nell'ex chiesa del convento dei Cappuccini. Nella navata centrale sono inoltre custodite due tele di Giacomo Manetta, la Via Crucis del Nani, le vetrate del Carminati e l'Ausiliatrice di Trento Longaretti.

#### Chiesa di San Rocco

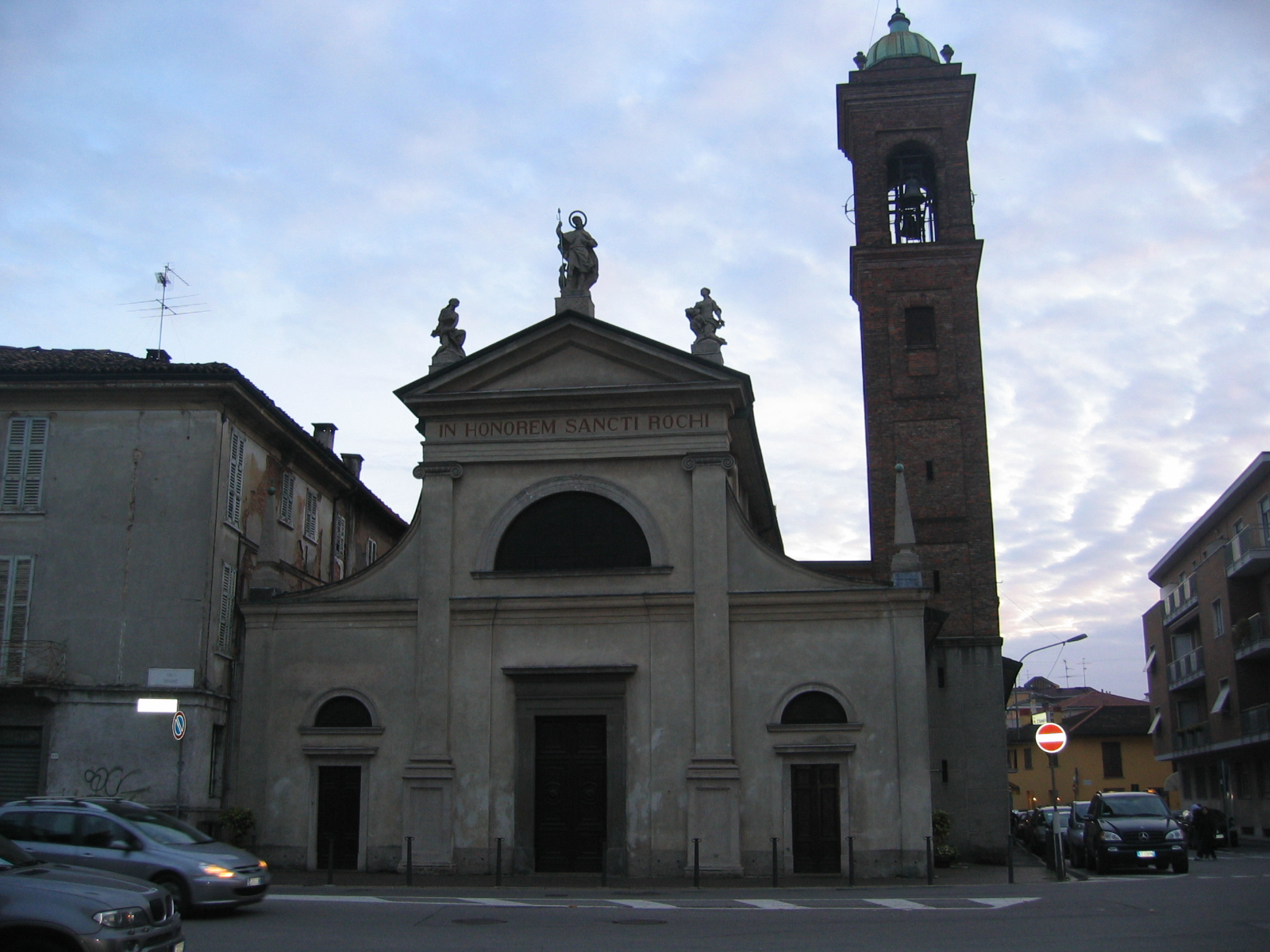
La facciata e il campanile della chiesa di San Rocco

La chiesa di San Rocco posta in piazza insurrezione è dedicata la culto dell'omonimo santo, che è particolarmente diffuso in tutta la bassa bergamasca. Il santo era in passato invocato contro la peste e la chiesa fu costruita dopo la peste del 1529.

#### Chiesa di San Pietro apostolo
La chiesa di San Pietro apostolo è situata nella zona nord della città: un'area a lungo agricola trasformatasi in zona residenziale a partire dagli anni Sessanta. Nel 1971 fu inaugurata una prima cappella dedicata a San Pietro (oggi adibita a salone dell'oratorio) ma, con il continuo aumento della popolazione, emerse la necessità di nuove strutture. Dal 1989 si sviluppò il progetto della nuova chiesa, inaugurata nel 1993.
La chiesa ha una pianta quadrata con un tipico orientamento est-ovest. All'interno è divisa in tre navate, con la centrale più alta delle laterali. La facciata a capanna è dotata di una sorta di pronao, con il tetto a falde sorretto da due pilastri. La parete occidentale ha un profilo curvo, ripreso in modo simmetrico nell'abside, decorata con un grande mosaico dedicato al mandato di Pietro, opera realizzata nel 1997 da Italo Peresson su disegno di Trento Longaretti.
La chiesa si affaccia sulla moderna piazza Paolo VI ed è affiancata da altri locali per le attività della parrocchia e dal campanile.

#### Chiesa di San Zeno
La chiesa di San Zeno è posta a nordest del centro storico e prende il nome dall'antica chiesa di San Zeno che sorgeva nel villaggio di Cusarola: una delle tre villae da cui si è formato Treviglio. L'edificio, ricavato dalla ristrutturazione di un capannone, ha una struttura moderna, circondata da ulivi. La luce entra nell'edificio in più punti attraverso le variopinte vetrate, realizzate da Tito Toneguzzo e figli a partire da bozzetti di Trento Longaretti, rappresentanti scene bibliche. L'edificio presenta un porticato sulla parte anteriore e nacque negli anni settanta dopo che la zona circostante fu edificata per occupare un nuovo quartiere. Venne consacrata domenica 18 ottobre 1981 dal cardinale Carlo Maria Martini.

#### Cimitero

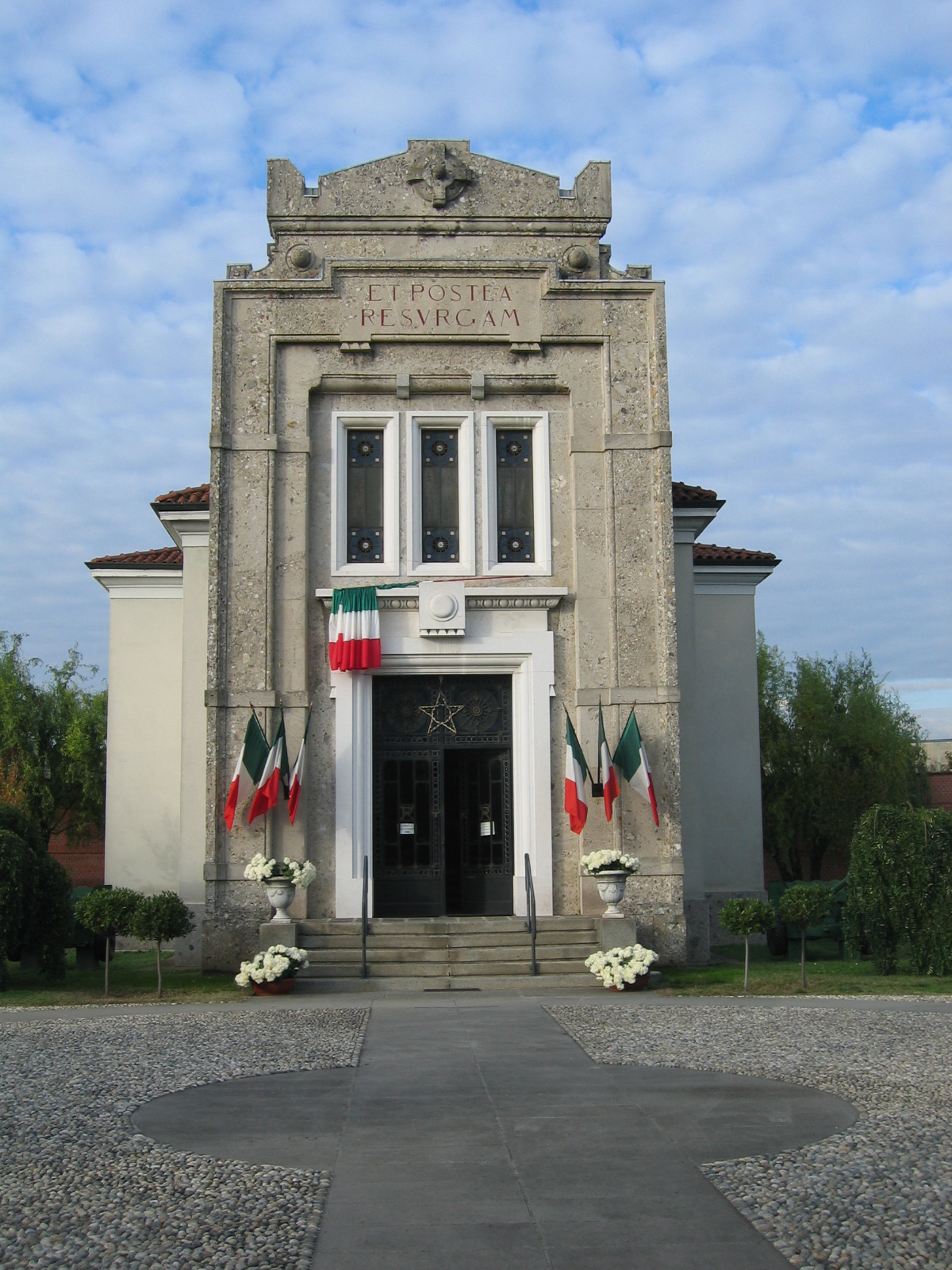
La cappella dei caduti del cimitero di Treviglio

Il cimitero comunale è situato nella zona orientale del territorio comunale, in via Abate Crippa. Ha una forma pressoché rettangolare, sviluppata lungo la direzione est-ovest; l'ingresso si trova sul lato meridionale, mentre una cappella mortuaria semicircolare dedicata ai caduti sorge sul lato settentrionale.
Il cimitero presenta, oltre alle classiche tombe e colombari, anche degli esempi di arte funeraria Liberty quali le cappelle di alcune famiglie e le sculture che adornano determinate tombe. Tra le tombe celebri abbiamo quelle di Giacinto Facchetti e Ambrogio Portaluppi.

#### Ex chiesa di San Maurizio
Recentemente è stata portata alla luce la chiesa di San Maurizio, inglobata a partire dall'XIX secolo in una cascina. Questa chiesa, assieme a quelle di San Zeno e Sant'Eutropio è una delle chiese più antiche della città dal momento che sorgevano dove in epoca romana si trovavano le tre ville che nell'Alto Medioevo diedero origine al borgo. Alla chiesa di San Maurizio in particolare corrisponde il villaggio di Portoli, di origine longobarda.
La chiesa è posta tra le zone industriali PIP 1 e 2, immersa in un campo e isolata da altre costruzioni, ma a fianco del sovrappassaggio del PIP e della linea ferroviaria Milano-Venezia. In questi luoghi una volta sorgeva la villa romana di Portoli. Proprio per questo motivo sono stati qui rinvenuti alcuni reperti archeologici.
Lo storico Emanuele Lodi indica come data di fondazione il 725; la struttura è, a seguito di alcuni rifacimenti risalenti al XVII secolo, barocca.

#### Altre chiese
Tra le altre chiese abbiamo:
- Cappella del Miracolo faceva parte fino al 1900 del convento delle monache Agostiniane;
- Chiesa del Sacro Cuore di Gesù delle Battaglie;
- Chiesa del Santissimo Redentore;
- Chiesa del Santo Nome di Maria, parrocchiale della Geromina;
- Chiesa della Trasfigurazione;
- Chiesa di San Francesco, chiesa principale del quartiere ovest realizzata negli anni ottanta;
- Chiesa di San Girolamo e San Francesco di Castel Cerreto;
- Chiesa di San Giuseppe, racchiusa nel complesso delle orfanelle di via Casnida;
- Chiesa di Santa Maria Annunciata, parrocchiale del conventino;
- Chiesa di Santa Maria Bambina, nel complesso Collegio degli Angeli;
- Chiesetta della Madonna degli Alpini, situata nel parco del roccolo;
- Ex chiesa di Santa Marta, diroccata in zona nord.

### Architetture civili
Palazzo Pirovano
Palazzo di notevole valore artistico, situato nel cuore della città di fronte al Santuario della Beata Vergine delle lacrime. Si staglia nella memoria trevigliese per la chiara bellezza e per il prestigio storico; ospitò i fratelli Galliari e diede in seguito il nome a tutta la via che a essi risultò intitolata. Il pregevole palazzo, che per il suo storico valore artistico-culturale è anche tutelato da specifici Enti di Tutela artistico-culturali, presenta un ampio androne dipinto in stile barocco che, sul modello della domus romana, si apre sul viridario in cui campeggia una fontana signorile. Le sale del palazzo sono ricche di affreschi e di piacevoli decorazioni antiche.
Casa Della Piazza
La casa Della piazza, detta anche ospizio dei pellegrini, è un edificio che si affaccia su piazza Manara, posto tra la basilica e il municipio, sulla cui facciata si notano stemmi e segni di antiche aperture con cornici in cotto. La casa Della piazza prende il nome da Simone Della Piazza, che qui abitava nel XVI secolo e morendo senza eredi nel 1529, volle che la sua casa fosse adibita a ospizio dei pellegrini.
Casa Bacchetta
Posta sul lato sud della via, presenta un cortile affrescato dai fratelli Galliari che ha mantenuto pressoché inalterata la sua fisionomia originaria.
Casa Semenza
Questa casa presenta la facciata dipinta e degli affreschi nelle sale interne.
Palazzo Silva
Pregevole palazzo di via Galliari, sia per l'architettura sia per gli affreschi presenti nelle sale interne. Realizzato nel corso del XIV secolo e originariamente appartenuto alla famiglia dei Donati, è sede della Proloco Treviglio e dell'ufficio per le informazioni turistiche della Gera d'Adda.
All'ingresso è posto un portone in stile barocco che conduce a un ampio cortile circondato da un portico al piano terra e da una loggia di colonne al primo piano.
Le sale interne presentano grandi camini con decorazioni in stucco, soffitti a cassettoni lignei, i quali presentano tracce di dipinti policromi risalenti al XVII secolo. Tra le sale interne degno di nota è sicuramente il salone centrale, posto al piano terra, che presenta decorazioni e affreschi a carattere mitologico e allegorico sul soffitto. Tra le altre sale, due, poste al primo piano nell'ala ovest del palazzo, presentano pareti interamente affrescate. I temi dei dipinti sono però in questo caso a carattere sacro (con storie dell'antico e Nuovo Testamento) e simboli allegorici (alludenti alla Virtù e alle Arti liberali). Questi ultimi sono posti sul soffitto ligneo di pregiata fattura.
In passato dotata di una chiesa posta sul retro (in via Sant'Agostino) e intitolata a San Cristoforo, risulta ora prevalentemente barocco secondo le volontà della famiglia Donati che lo fece restaurare e abbellire nel XVII secolo.
Case operaie
La parte superiore di via Portaluppi è occupata dalle case operaie, che si alzano per due piani e hanno sul retro degli orti che servivano per tenere occupati gli operai-contadini e arginare vizi e piaghe sociali quali l'alcolismo. La via in cui si trovano è dedicata a monsignor Ambrogio Portaluppi che con la futura cassa rurale fece realizzare anche qui opere pubbliche in linea con la Rerum Novarum. Sul retro delle case operaie vi è inoltre la cascina del Santissimo., realizzata anch'essa all'inizio del XX secolo.
Ex monastero delle monache benedettine
L'ex Monastero delle monache benedettine sorto intorno a una chiesa di San Pietro costruita nel 1037. Nel 1499 divenne convento delle Clarisse. Dalla fine del XVIII secolo fino ai nostri giorni ospitò l'Ospedale di Santa Maria.
Palazzo municipale
Il nucleo principale dell'attuale palazzo municipale, già menzionato in documenti del 1269 come pallatium novum communitatis, fu terminato nel 1300. Inizialmente caratterizzato da una parlera e alto solamente due piani, il palazzo venne interamente ristrutturato nel 1582.
Nel 1700 l'edificio fu unito all'adiacente chiesa di San Giuseppe, edificata dall'omonima confraternita nel 1509; l'elegante porticato dell'edificio sacro fu mantenuto. Il palazzo venne alzato di un piano nel 1873. Successivamente ha subito alcuni restauri specie dopo il secondo dopoguerra anche, se non è stato modificato strutturalmente. Restano tracce della chiesa della confraternita e in particolare della cupola che ha conservato gli affreschi originari.

### Architetture militari
Ex distretto militare
A Treviglio era presente inoltre un distretto militare, attualmente adibito ad attività di utilità sociale, la cui pianta del cortile è tuttavia riconoscibile.
Mura e fossato
Le mura costruite durante la dominazione veneta sono state abbattute, a partire proprio dalla porzione davanti alla biblioteca, tra il XIX e il XX secolo con lo sviluppo della città, anche se hanno caratterizzato l'impianto urbanistico del centro storico cittadino. Delle mura del borgo resta visibile solo il dislivello nei pressi del santuario. Il fosso che lambisce il centro storico portava una volta l'acqua al fossato del borgo, interrato al di sotto della circonvallazione interna.

### Altro
Edicole sacre
Numerose sono anche le edicole sacre, che costituiscono un vero e proprio luogo di culto e che vantano antiche tradizioni. La loro importanza nel passato era dovuta anche al fatto di essere considerate un punto di riferimento per indicare zone e vie di Treviglio, quando ancora non esisteva la toponomastica cittadina.
Madonna del latte

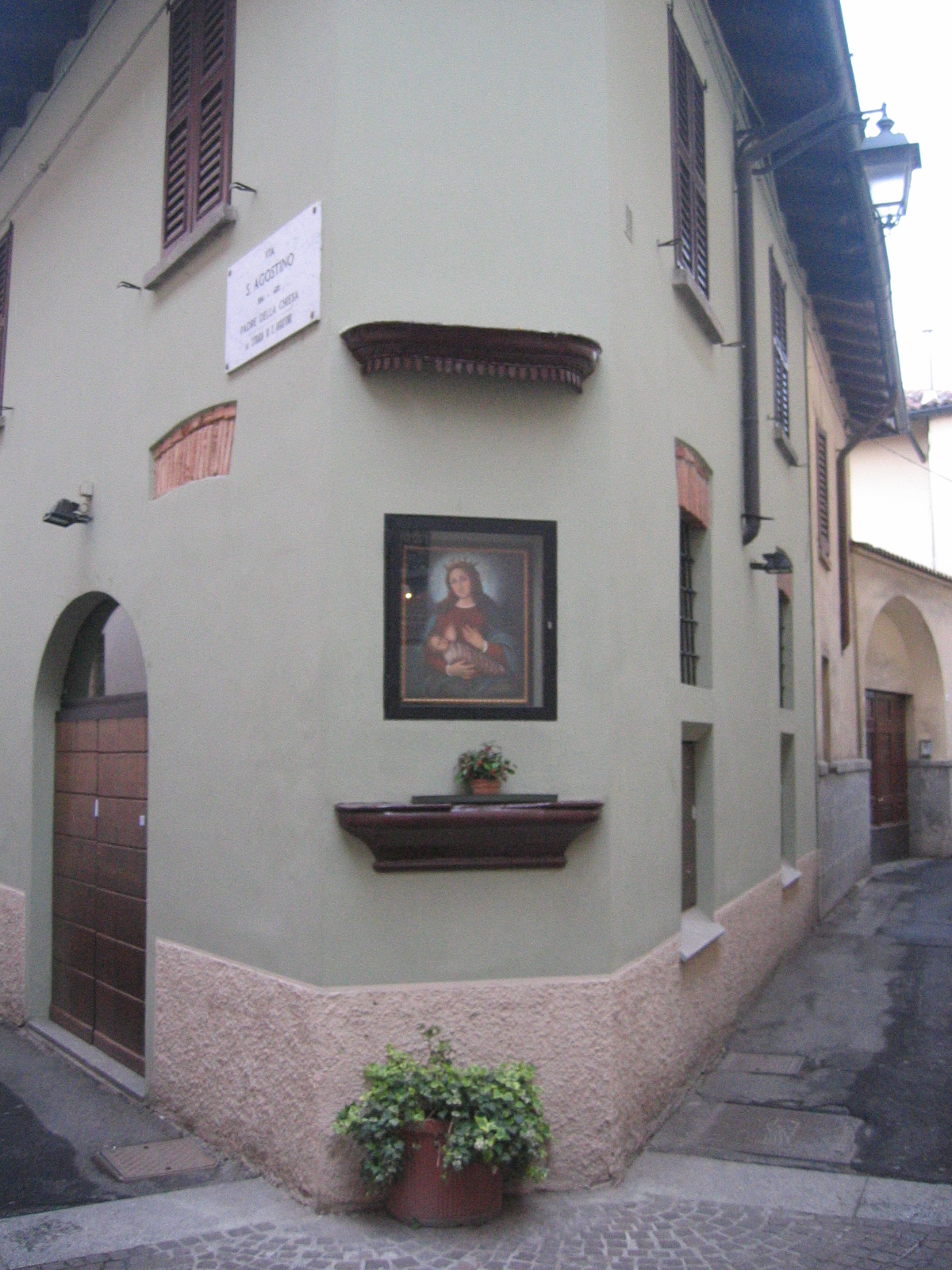
La Madonna del latte

In corrispondenza con l'incrocio tra via Municipio e via Sant'Agostino, è collocata una santella raffigurante la Madonna del latte, opera di Giacomo Manetta. Secondo la tradizione popolare, anticamente le puerpere accorrevano presso la santella per invocare latte abbondante per i loro neonati e da questa usanza è poi venuto il nome. A partire dal 1987 il dipinto originale, su tela, è stato rimosso per motivi di sicurezza, e sostituito da una fedele riproduzione.

L'opera fu a lungo oggetto di contenziosi con la vicina città di Caravaggio, giacché era stata rinvenuta lungo il confine tra i due paesi nel 1393. Da questa data risale la rivalità tra le due città che s'inasprì al punto che persino San Bernardino da Siena intervenne predicando la pace tra i due contendenti.
La Gatta tuttavia rimase motivo d'orgoglio Trevigliese al punto che l'originale, murata per alcuni secoli in un vicolo di Via Messaggi, è conservata presso il museo civico e sulla facciata del palazzo antistante la Basilica è esposta una copia.
Essa, scambiata per l'originale fu oggetto di un'azione goliardica nel 1953 da parte dei caravaggini che la trafugarono. I trevigliesi se la ripresero dopo un bombardamento aereo di caramelle, rotoli di carta igienica e galline appese al paracadute fra l'allegria di entrambe le parti.
L'ostilità tra Purselì caravaggini e Biligòt trevigliesi prosegue ancora e nel XXI secolo ha preso la forma di scontro bocciofilo nel centro sportivo di Caravaggio.
Piazza Manara
Piazza Manara è la piazza centrale della città dedicata al patriota milanese Luciano Manara che in un edificio posto di fronte alla piazza soggiornò. Su di essa si affacciano la Basilica di San Martino e Santa Maria Assunta e il palazzo comunale. Sul lato sudovest essa è prospiciente a piazza Garibaldi di maggiori dimensioni e di forma allungata. L'intitolazione della piazza a Manara risale però alla metà del XIX secolo; prima la piazza era intitolata a San Martino e nel periodo medievale antecedente la costruzione dell'omonima Basilica, era denominata semplicemente piazza della Comunità.
Piazza Manara ha una forma a L e in essa confluiscono le quattro vie che conducono alle quattro porte storiche della città: via Roma, via Fratelli Galliari, via Verga e via San Martino. Tra le altre vie laterali abbiamo vicolo Teatro e via Municipio. La prima è una via chiusa una volta situata sul retro del teatro sociale; la seconda è una via che costeggia per quasi metà del suo percorso il municipio. Accanto a questa strada sorge inoltre la casa gotica, costruita intorno al 1300 con sassi dalla caratteristica forma levigata e rotonda presi dal greto del fiume Adda. Essa è stata recentemente restaurata.
Piazzale del Santuario

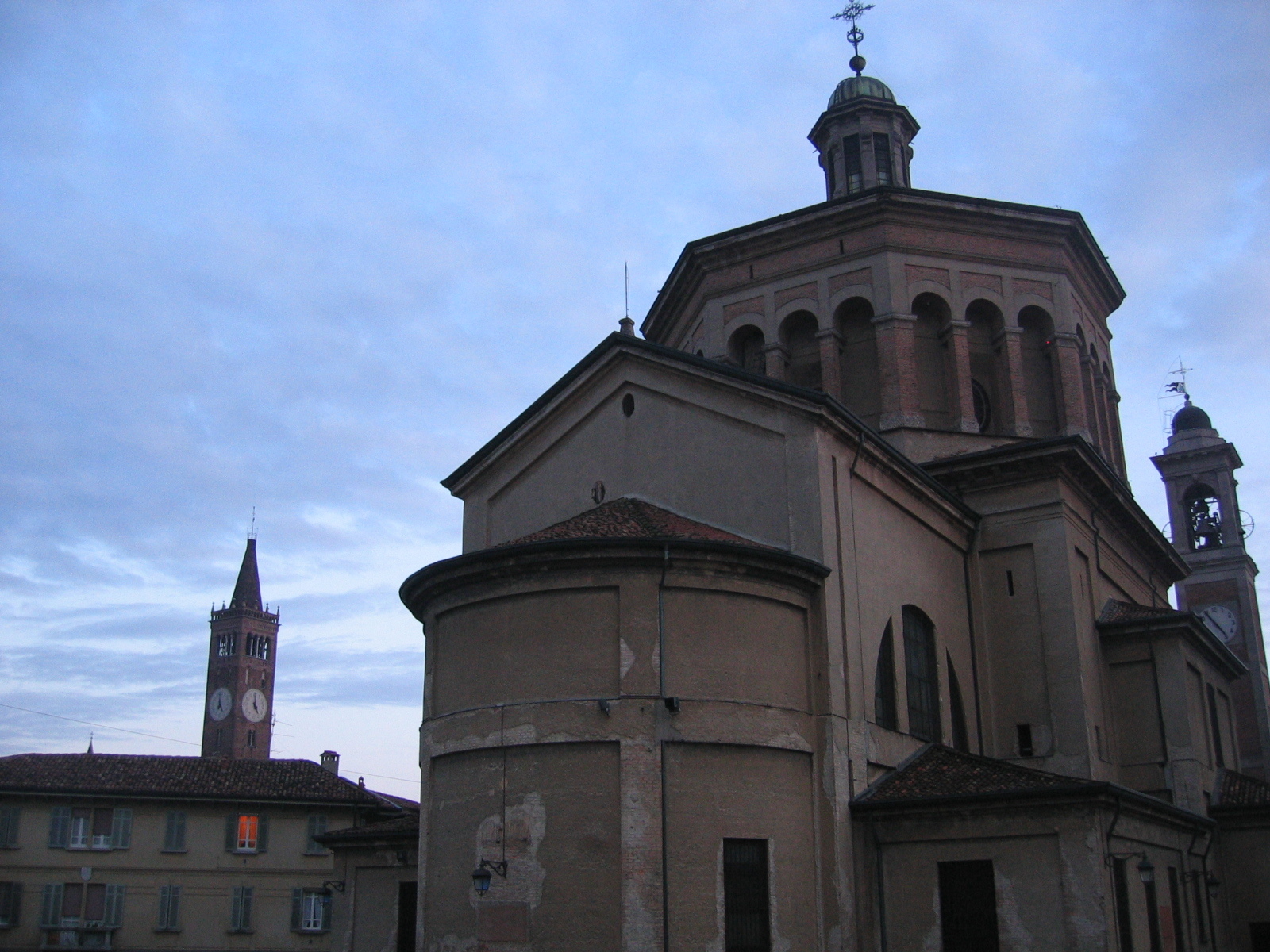
Il retro del Santuario e il campanile di Treviglio

Il piazzale ospita uno dei tre obelischi eretti in città in memoria delle vittime della peste del 1630. Tale obelisco era precedentemente ubicato in fondo alla roggia Mulina di via Felice Cavallotti.
È inoltre sede del teatro Filodrammatici, dalla caratteristica architettura in stile Liberty, del convento delle Figlie della Chiesa e della parte restante del monastero delle Agostiniane, risalente all'XI secolo, nella cui chiesa, il 28 febbraio 1522, si svolse secondo la tradizione cattolica il miracolo della lacrimazione della Madonna.
Il monastero delle Agostiniane non ospita più alcuna ordine religioso dal momento che l'ordine fu soppresso con l'arrivo dei rivoluzionari napoleonici. Il portico di collegamento col Santuario e la chiesa dell'Ecce Homo sono stati rimossi agli inizi del XX secolo durante l'ampliamento del santuario col quale nacque lo stesso piazzale.

### Siti archeologici
Siti del centro storico
Anche nel centro storico tuttavia risultano rinvenuti alcuni reperti e in particolare alla base della basilica di San Martino e Santa Maria Assunta.
In via Verga furono rinvenuti alcuni reperti risalenti all'epoca diocleziana tra cui un'anfora contenente 30 chilogrammi di monete. Tali monete furono molto probabilmente nascoste sotto terra per sottrarle al fisco a seguito dell'inasprimento fiscale voluto dall'imperatore stesso.
Campo della chiesa di San Maurizio
Tra i principali siti archeologici abbiamo il campo che circonda la chiesa di San Maurizio dove sono stati trovati numerosi reperti archeologici.
Altri siti
Altri reperti sono stati rinvenuti nei campi intorno alla città e in particolare in prossimità delle frazioni di Castel Cerreto e Pezzoli e delle cascine Peliza e San Zeno.

### Musei
La città ospita il Museo SAME, dedicato alla narrazione della storia della meccanizzazione agricola in Italia e in Europa attraverso l’esposizione di alcuni dei pezzi legati al gruppo SAME Deutz-Fahr, tra cui trattori e varie componenti meccaniche. L'Istituzione condivide il suo spazio con l'Archivio Storico SDF e fa parte del Circuito Lombardo dei Musei del Design.

### Aree naturali
Bosco del castagno
Il bosco del castagno, nei pressi della frazione di Castel Cerreto è uno dei pochi boschi rimasti a seguito di antichi disboscamenti per ottenere legna e terra da coltivare. Presenta diverse specie di piante con relativi pannelli informativi tra cui castagni.
Parco del Roccolo

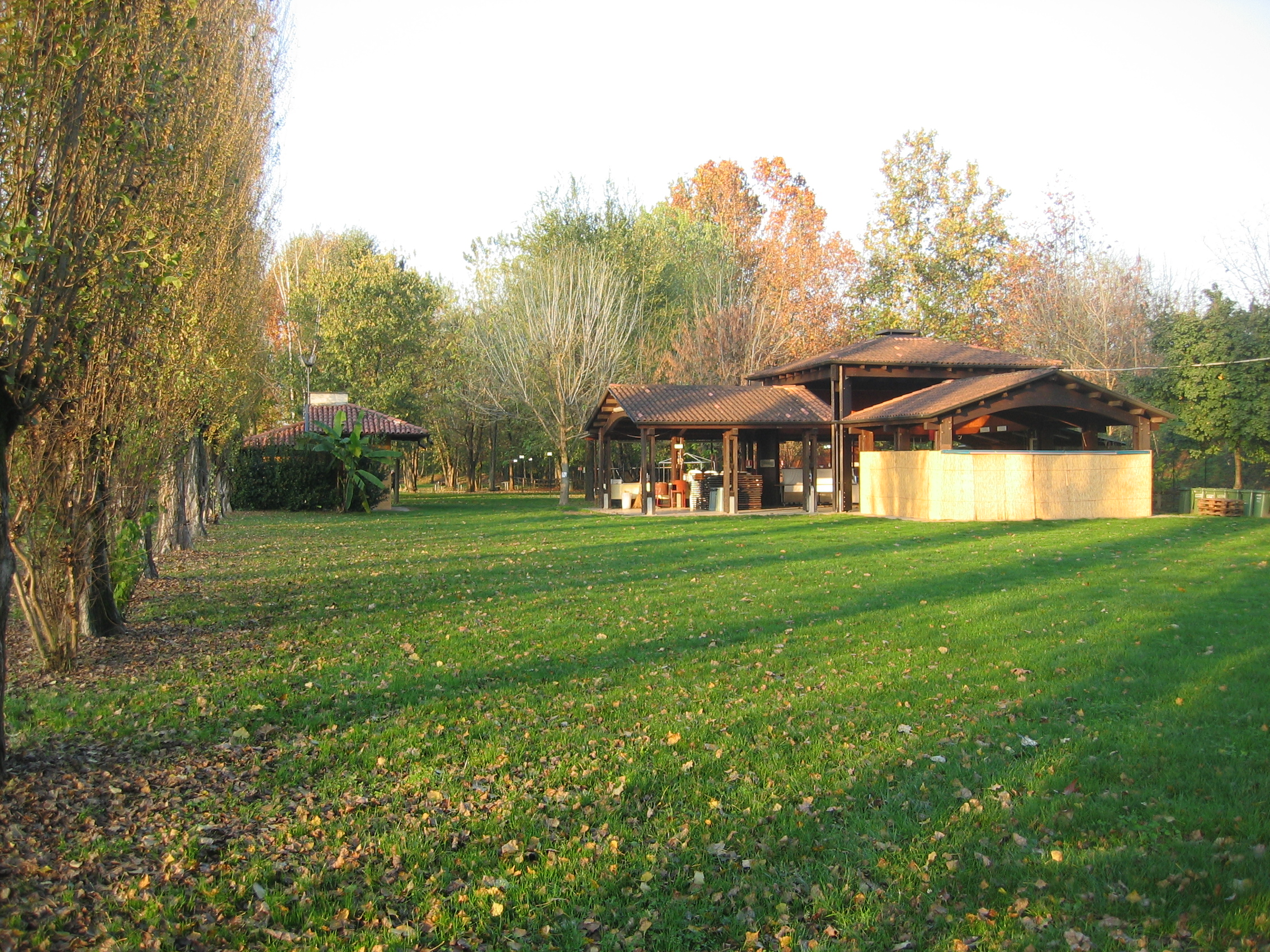
Il Roccolo visto dall'ingresso principale

Il parco del Roccolo è un giardino naturale di circa 43 000 m² situato nella zona sudovest di Treviglio, lungo via del Bosco, dedicato ad attività ricreative, sportive, e occasionalmente alle celebrazioni liturgiche. È possibile inoltre effettuare visite didattico-naturalistiche d'estate.
Il parco ospita numerose specie di alberi, una roggia attraversata in più punti da una serie di ponticelli che sgorga dal fontanile per poi scorrere ai piedi della pittoresca chiesetta della Madonna degli Alpini, aperta saltuariamente e utilizzata solo per le celebrazioni liturgiche più importanti.
L'area è gestita dal gruppo alpini di Treviglio insieme alla Associazione Amici del Parco del Roccolo, che hanno provvisto alla piantumazione di piante che possano divenire richiamo per la fauna avicola mediante la creazione di nidi artificiali. Tali piante andranno a ricoprire le porzioni di parco ancora scoperte, in quanto acquisite dai campi confinanti.
Parco della Gera d'Adda

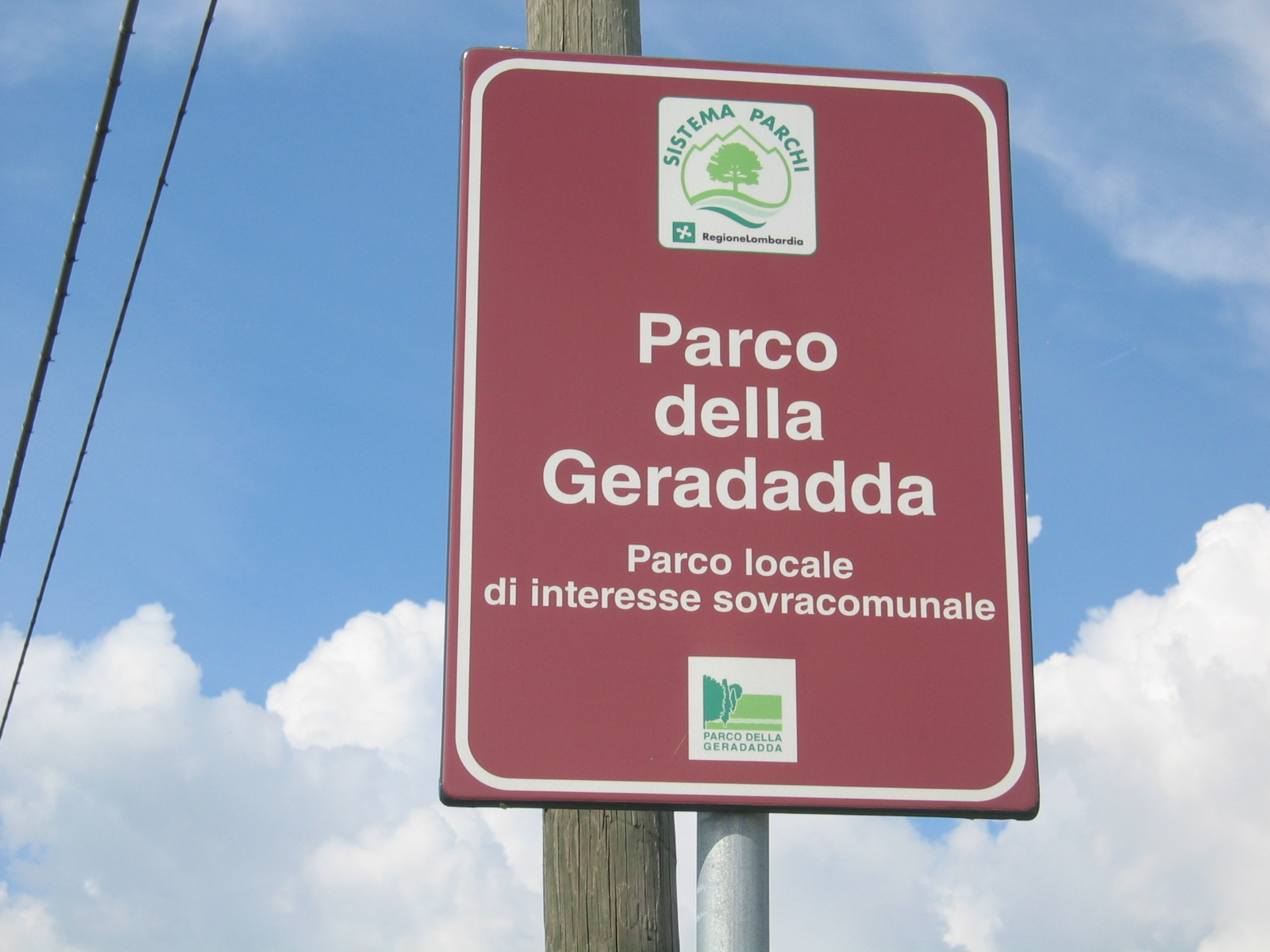
Il cartello che segnala l'inizio del parco, lungo la SP141 in uscita da Treviglio

Si tratta di un parco locale d'interesse sovracomunale in corso d'istituzione che si estende in una porzione nord ovest del comune estendendosi successivamente nei comuni limitrofi di Arcene, Canonica d'Adda, Casirate d'Adda, Ciserano, Fara Gera d'Adda e Pontirolo Nuovo. Dal 2016 i consigli dell'ente sono presieduti da Treviglio che è subentrata a Fara Gera d'Adda quale capofila.

## Società

### Evoluzione demografica
Nel 1501 la popolazione di Treviglio era superiore ai 6 000 abitanti.
L'aumento di popolazione tra 1805 e 1810 (da 6 185 a 8 573 abitanti) è dovuto alla temporanea annessione di epoca napoleonica di Calvenzano e Casirate, poi separati con la Restaurazione. Infatti la popolazione nel 1816 si ridusse a 7 109 abitanti.
All'Unità d'Italia contava 11 163 abitanti ed era già il 2º comune più popoloso della provincia di Bergamo.
Popolazione storica (migliaia)

Abitanti censiti

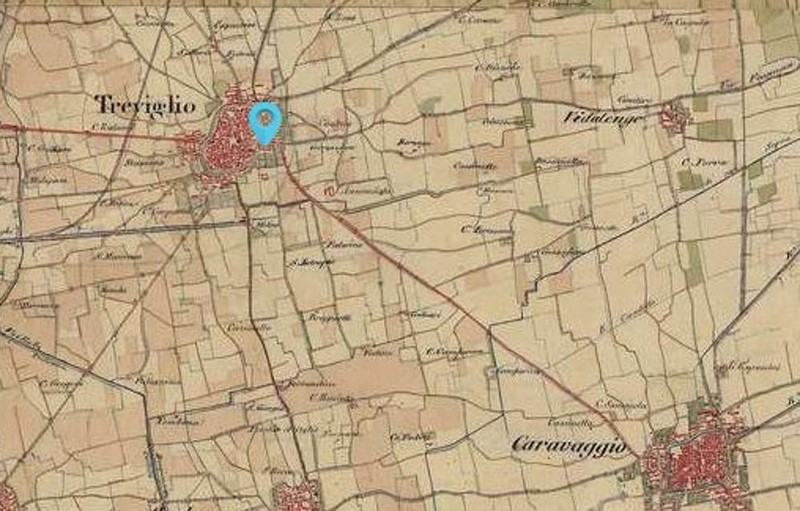
Treviglio e dintorni negli anni 1820

Nel 2011 Treviglio è stato il 36º comune più popoloso dell'intera Lombardia.
Dal grafico si nota come la popolazione sia aumentata quasi ininterrottamente fino al 1981 per poi registrare un periodo di crisi all'inizio degli anni novanta, durante il quale la popolazione è diminuita. Nel 2001 però la popolazione è tornata ad aumentare anche grazie al progressivo aumentare dei flussi migratori in entrata da diverse parti del mondo.

### Etnie e minoranze straniere
I cittadini stranieri residenti al  31 dicembre 2023 erano 4 598 pari al 14,83% della popolazione residente (pari in quel momento a 31 874 persone). Di seguito sono riportati i gruppi più consistenti:
- Egitto, 1 237}
- Albania, 713
- Marocco, 566
- Romania, 381
- Pakistan, 326
- Ucraina, 190
- Senegal, 133
- Cina, 115
- India, 71
- Perù, 64

### Lingue e dialetti
Il dialetto trevigliese appartiene al gruppo dei dialetti della Lombardia Orientale o Orobici. Si distingue abbastanza dal dialetto di Bergamo città, da quelli delle Valli Bergamasche e dal dialetto parlato nei paesi della bassa bergamasca situati oltre i confini della Gera d'Adda.
Il dialetto trevigliese presenta suoni più dolci rispetto al bergamasco dei territori a nord della provincia, dato che risulta più influenzato dai dialetti circostanti, come il cremasco e soprattutto dal dialetto milanese.
I suoni infatti sono meno aspirati rispetto a dialetti parlati anche in zone vicine dove viene aspirata la "s" (per esempio a Cologno al Serio) e tendono a sostituire la esse (s) con l'acca (h) in termini come sura (sopra), hura.
Retaggio del proprio passato milanese sono i molti termini di chiara origine meneghina, come: cardiga (sedia), cicinì (un pochino) e furcheta (forchetta).
Le parole sono solitamente tronche: prestinèr (panettiere), legnamèr (falegname), sindèch (sindaco), francès (francese), inglès (inglese). Nel caso dei vocaboli riguardanti i lavori è frequente l'utilizzo di -èr alla fine.
La numerazione, a eccezione del numero "uno", è quella milanese.

### Religione

#### Religione cattolica
La religione maggiormente praticata a Treviglio è il cattolicesimo. Il comune, pur essendo nella provincia di Bergamo, fa parte dell'arcidiocesi di Milano, e in particolare alla VI zona pastorale di Melegnano. Treviglio è sede decanale ed è dotata di decano, avente anche il titolo di prevosto.
Il decanato di Treviglio comprende un totale di nove parrocchie, oltre alle cinque cittadine, quelle dei limitrofi comuni di Canonica d'Adda, Castel Rozzone, Fara Gera d'Adda e Pontirolo Nuovo.
Nonostante l'appartenenza all'arcidiocesi milanese, Treviglio non ha mai adottato il rito ambrosiano e conserva, fatto assai raro nella diocesi, il rito romano. Nel corso dei secoli questa è stata una delle principali diatribe tra alti prelati di Milano, tra i quali Carlo Borromeo, e clero trevigliese che, sostenendo la popolazione locale, ha fatto sì che fosse mantenuto quello romano.
Sono presenti sul territorio comunale gli istituti religiosi femminili delle Figlie della Chiesa, erano presenti fino al 2015 le suore di carità di Maria Bambina presso il collegio degli Angeli, quelli maschili dei monfortani e dei salesiani e la società di vita apostolica maschile dei Padri Bianchi.

#### Altre religioni
Le altre religioni praticate oltre al cattolicesimo sono quella islamica (in prevalenza sunnita), il cui luogo di culto è situato nelle vicinanze della stazione centrale.

### Tradizioni e folclore
Tra le principali ricorrenze tradizionali che si tengono sul territorio comunale abbiamo:
- Festa patronale della Madonna delle lacrime: ultimo giorno di febbraio con messa solenne tenuta dal cardinale di Milano nel santuario alla presenza delle autorità civili. È la festa più sentita, dato che si ricorda il pericolo di distruzione dal quale il borgo scampò con onore grazie all'intercessione della Madonna.[82]
- Festa patronale di San Martino: celebrata l'11 novembre.[8][83][84]
- la Cena medievale[85] si tiene a fine giugno nel chiostro della biblioteca, antico ospedale e ancora prima monastero. La cena è servita da figuranti in abiti storici e si consuma rigorosamente con le mani. È possibile a richiesta partecipare in abiti storici.[86]
- la Sagra di Sant'Anna[87] si tiene dal 2001 l'ultimo weekend di luglio in piazza Garibaldi.[88][89]
- Sfilata storica "Miracol si grida": prima domenica di marzo, seconda in caso di maltempo, nel centro storico con partenza dalla piazza principale di quattro cortei verso le quattro porte cittadine, per poi riunirsi di nuovo in piazza e spostarsi al piazzale del Santuario. Successivamente, dopo uno spettacolo degli sbandieratori, i cortei terminano la manifestazione ritornando in piazza Garibaldi.[90][91]

### Istituzioni, enti e associazioni

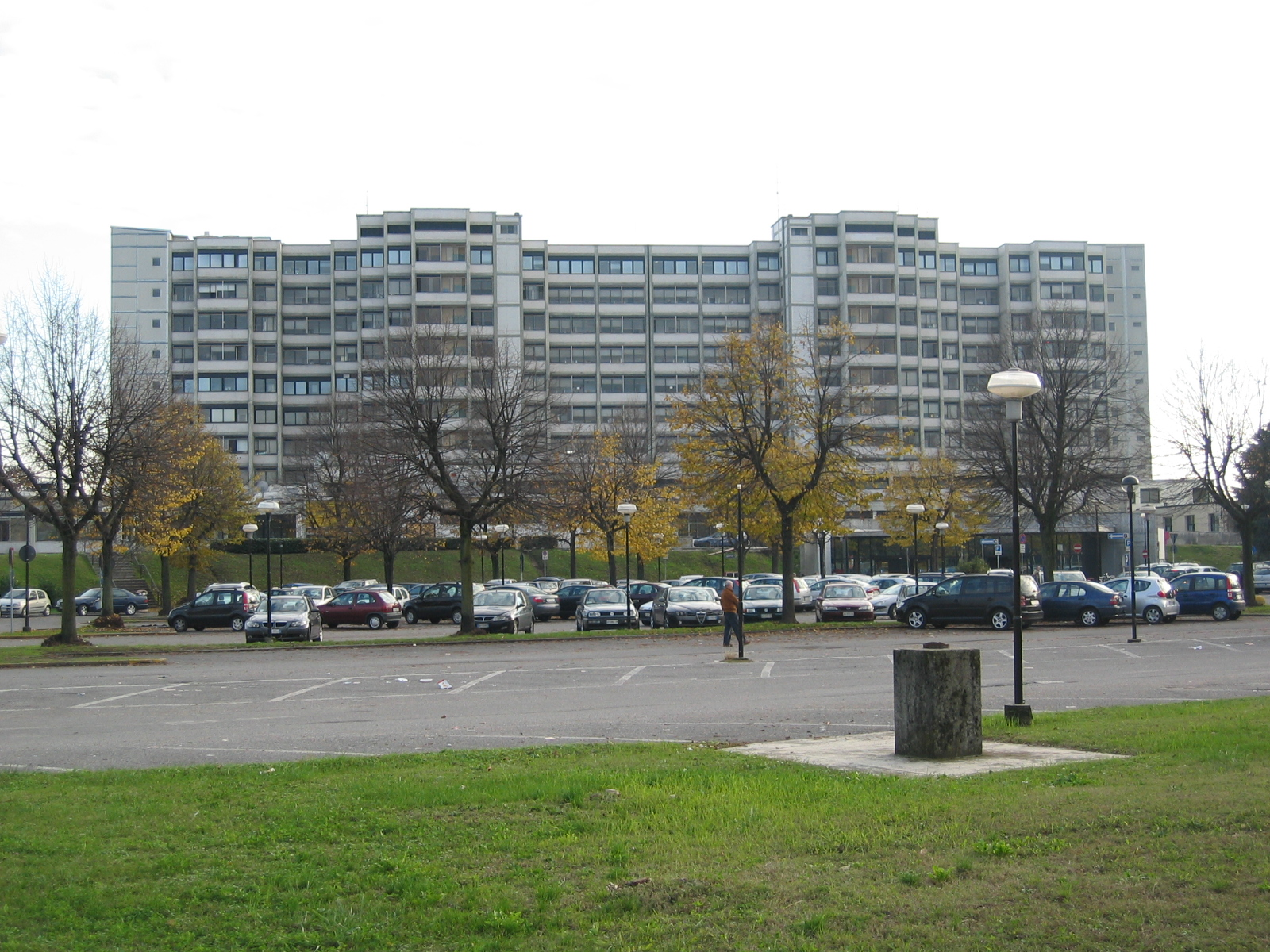
L'ospedale di Treviglio-Caravaggio

L'Ospedale di Treviglio-Caravaggio, realizzato nel 1971 dai comuni di Treviglio e di Caravaggio dopo la chiusura di due nosocomi, è il più grande ospedale della zona. La struttura, ampliata agli inizi del XXI secolo, è a capo dell'ASST Bergamo Ovest.. L'ospedale è servito da un'elisuperficie.
Nel comune aveva sede una sezione distaccata del tribunale di Bergamo, chiusa nel corso del 2013.

### Qualità della vita

#### Monitoraggio ambientale
La qualità dell'aria a Treviglio risulta scarsa, in linea con il resto della Pianura Padana, una delle aree europee più inquinate d'Europa. Si registra però un trend in leggero miglioramento. I giorni di sforamento del limite di legge per i valori medi di PM10 nel 2023 sono stati 28, in miglioramento rispetto ai 35 giorni di sforamento dell'anno precedente.
Il comune di Treviglio ha stipulato con la delibera della giunta n. 94 del 12 giugno 2007 una convenzione con l'ARPA per il monitoraggio ambientale sul proprio territorio. La stessa decisione è stata ratificata il 4 ottobre 2007 mediante sottoscrizione. L'attività include:
- Trenta campionamenti sugli scarichi idrici aziendali in corsi d'acqua superficiali;
- il controllo delle emissioni in atmosfera di cinque aziende ubicate sul territorio comunale con la realizzazione di cinque distinte campagne di monitoraggio della qualità dell'aria mediante dislocazione di rilevatori passivi a base di carbone attivo;
- Dodici interventi di controllo dei gas di scarico di autoveicoli Diesel, con l'utilizzo dell'opacimetro;
- Dieci controlli sui terreni a seguito dell'attività di spandimento dei fanghi e dei reflui zootecnici in agricoltura;
- Cinque rilievi acustici su attività indicate dal comune.

I dati analitici sui campioni d'acqua, pur riscontrando un'elevata concentrazione di cromo esavalente, sono tutti risultati compatibili con la normativa vigente in materia.
Dopo le rilevazione del 2008 la giunta ha deciso di effettuare per il 2009 anche rilevazioni relative all'inquinamento elettromagnetico e un censimento dell'amianto. Quest'ultimo secondo il piano regionale per l'amianto predisposto dalla regione Lombardia.

## Cultura

### Istruzione

#### Archivi e biblioteche
Treviglio è dotata di un archivio storico comunale e di un nucleo storico di testi disponibili presso la biblioteca solo per consultazioni in loco.
Tale nucleo di testi comprende due fondi antichi e quattro archivi storici. Tra i fondi antichi abbiamo quelli di Tommaso Grossi e Carlo Cameroni, mentre tra gli archivi abbiamo:
- archivio dell'emigrazione italiana in Piemonte, anch'esso riconducibile a Carlo Cameroni, tra cui lettere tra questi e Camillo Benso di Cavour, Massimo d'Azeglio, Domenico Berti, Giovanni Torti;
- archivio dell'Ente Comunale di Assistenza (ECA);
- archivio dell'ospedale santa Maria;
- archivio della società maschile di mutuo soccorso.

##### Biblioteca centrale
La biblioteca centrale fu fondata nel 1861 a seguito della donazione di 4 000 volumi da parte di Carlo Cameroni. Successivamente il numero di volumi crebbe con donazioni da parte di Gian Battisti Crippa, Andrea Verga, Giacomo Sangalli, Giuseppe Grossi e Agostino Cameroni; conta 75 000 libri tra i quali 10 000 del nucleo storico conservati in archivio.

##### Altre biblioteche
La biblioteca centrale rappresenta la capofila di un sistema coordinato di biblioteche comprendente anche altre quattro biblioteche periferiche a essa coordinate situate in zona ovest, nord e nelle frazioni Geromina e Castel Cerreto.

#### Ricerca
Tra le principali organizzazioni che effettuano ricerche in campo tecnologico e in particolare nell'ambito meccanico abbiamo la SAME.
L'università, chiusa, si occupava principalmente di ricerche nel campo economico, matematico e statistico.

#### Scuole

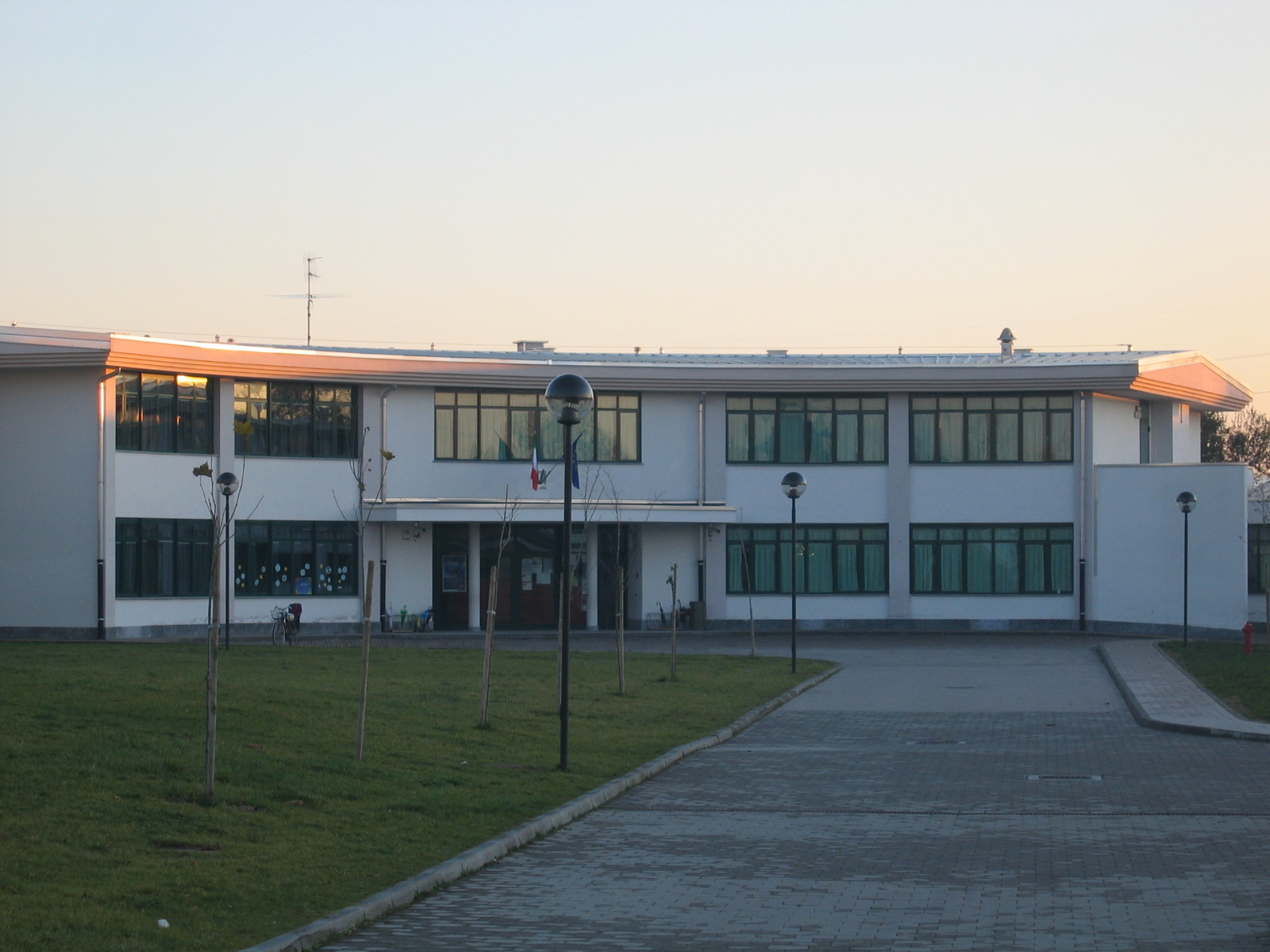
La scuola della Geromina

Sul territorio trevigliese sono presenti tutti gli ordini di scuola, dagli asili nido sino alla scuola secondaria di secondo grado.
Presenta dal lato pubblico quattro scuole dell'infanzia, cinque scuole primarie, tre scuole secondarie di primo grado e cinque scuole secondarie di secondo grado (con diversi corsi serali). Dal lato privato due scuole per l'infanzia, tre scuole primarie, due scuole secondarie di primo grado e due scuole secondarie di secondo grado.
L'unica frazione con una scuola è la Geromina con scuola dell'infanzia e scuola primaria.

#### Università
A partire dall'anno accademico 2004-2005 Treviglio è divenuta sede di un corso di laurea triennale in Economia e Amministrazione delle imprese, tenuto presso la sede della Cassa rurale e artigiana che, assieme al comune e all'Università di Bergamo, ha finanziato tale progetto. È a quest'ultima che essa fa capo.
L'accordo tra i tre istituti è basato su convenzioni di carattere pluriennale. I primi cinque anni accademici hanno visto l'iscrizione di poco più di 400 studenti e nel corso del 2007 ci sono stati i primi laureati del corso. Nel corso del 2008, con la dismissione degli impianti della Baslini, si è proposto di realizzare un campus universitario. A settembre 2013 i corsi non sono ripartiti e l'università è stata chiusa.
È attivo inoltre, da più tempo rispetto al corso di economia, presso l'ospedale cittadino un corso di laurea in assistenza infermieristica tenuto dall'Università di Pavia.

#### Musei

##### Museo Civico Teresa ed Ernesto Della Torre
La costituzione del museo civico è frutto di due donazioni significative di opere d'arte da parte di Giovan Battista Dell'Era e nel 1961, del professore Pier Luigi Della Torre, che volle con la sua volontà testamentaria costituire una pinacoteca civica. A essi sono intitolate due diverse vie del centro storico.
Il museo include principalmente dipinti, opere scultoree e stampe di varie epoche ed è intitolato ai genitori di Pier Luigi Della Torre: il padre Ernesto e la madre Teresa Pedrazzini. Altre donazioni importanti sono state fatte da Trento Longaretti, Luigi Cassani e Tommaso Grossi. Una parte delle opere proviene dall'ex monastero di San Pietro.
Il museo dispone anche di una sezione archeologica nell'adiacente museo "Giuseppe Oggionni" e una scientifica col museo Explorazione, di natura interattiva in piazza Mercato.

##### Museo storico del gruppo SAME Deutz-Fahr
Il museo storico del gruppo SAME Deutz-Fahr (SDF) rappresenta, attraverso materiale testuale e fotografico, alcune tra le più importanti tappe della storia della meccanizzazione agricola illustrando le innovazioni introdotte dai quattro maggiori marchi del gruppo SDF. Il museo è situato all'interno della sede.

##### Pinacoteca della Cassa Rurale
La pinacoteca mette a disposizione di comuni ed enti locali, pubblici e privati, ove opera la Cassa Rurale e la sua fondazione, il suo patrimonio artistico. Tra i quadri della pinacoteca ne abbiamo molti di pittori trevigliesi di secoli diversi su cui periodicamente vengono organizzate mostre.

### Media

#### Stampa
A Treviglio sono pubblicati due giornali settimanali, Il Popolo Cattolico e Il Giornale di Treviglio.

#### 'l Biligot
Inoltre vi è una rivista satirica annuale, 'l Biligot, basata su episodi ridicoli capitati ai concittadini narrati attraverso poesie e filastrocche in dialetto trevigliese e dialetto bergamasco. La rivista è pubblicata a ridosso della festa della Madonna delle lacrime, che cade l'ultimo giorno di febbraio.

##### Il Popolo Cattolico
Il Popolo Cattolico è un settimanale di stampo cattolico fondato da monsignor Ambrogio Portaluppi nel 1921, in seguito alla chiusura del precedente giornale cattolico cittadino a causa di influenze della sinistra cremasca.
Il giornale, tra pochi ancora rimasti nei centri minori, ha continuato a pubblicare i suoi numeri anche durante il secondo conflitto mondiale senza alcuna interruzione ed è di proprietà della parrocchia di San Martino.
Il Popolo Cattolico è stato il punto di partenza del disegnatore satirico, noto in ambiente sportivo, Carmelo Silva, vignettista storico de il Calcio Illustrato.
Contiene una pagina di supplemento mensile de Il Galileo, curato dai ragazzi della scuola secondaria di secondo grado di Caravaggio Galileo Galilei.

#### Radio

##### Radio Zeta e Discoradio
A Treviglio è nata il 6 novembre 1976 Radio Zeta, per volontà di Angelo Zibetti.
La radio trasmette in FM in doppia frequenza ed è ascoltabile in quasi tutte le regioni dell'Italia settentrionale.
Nel 1988, inoltre, nasce Discoradio, una radio indirizzata ai giovani e orientata verso la musica disco e house; trasmetteva nei locali sovrastanti la discoteca Studio Zeta situata nel comune limitrofo di Caravaggio sulla statale Treviglio-Caravaggio. In passato la radio era situata in piazza Insurrezione a Treviglio.
Successivamente, in seguito alla cessione di Zibetti al gruppo RDS, nel 2006 la sede della radio fu trasferita a Milano.

#### Televisione

##### Studio 1
Studio 1 è un'emittente televisiva locale nata a Treviglio nel 1976, ma trasferitasi dal 2006 a Cremona.

### Arte
I principali artisti trevigliesi si sono sempre occupati di pittura (Zenale e Butinone, Dell'Era, Longaretti, Mombrini e Manenti), scultura (Mombrini e Manenti). I principali stili che hanno influenzato l'arte cittadina sono il neogotico lombardo e il Liberty.
Quest'ultimo è visibile non solo sulla superficie esterna del teatro filodrammatici, ma anche su molte case private e balconi. Una zona degna di nota in tal senso è il piazzale del Santuario che è stato ristrutturato proprio all'inizio del XX secolo.

### Teatro

#### Teatro Filodrammatici

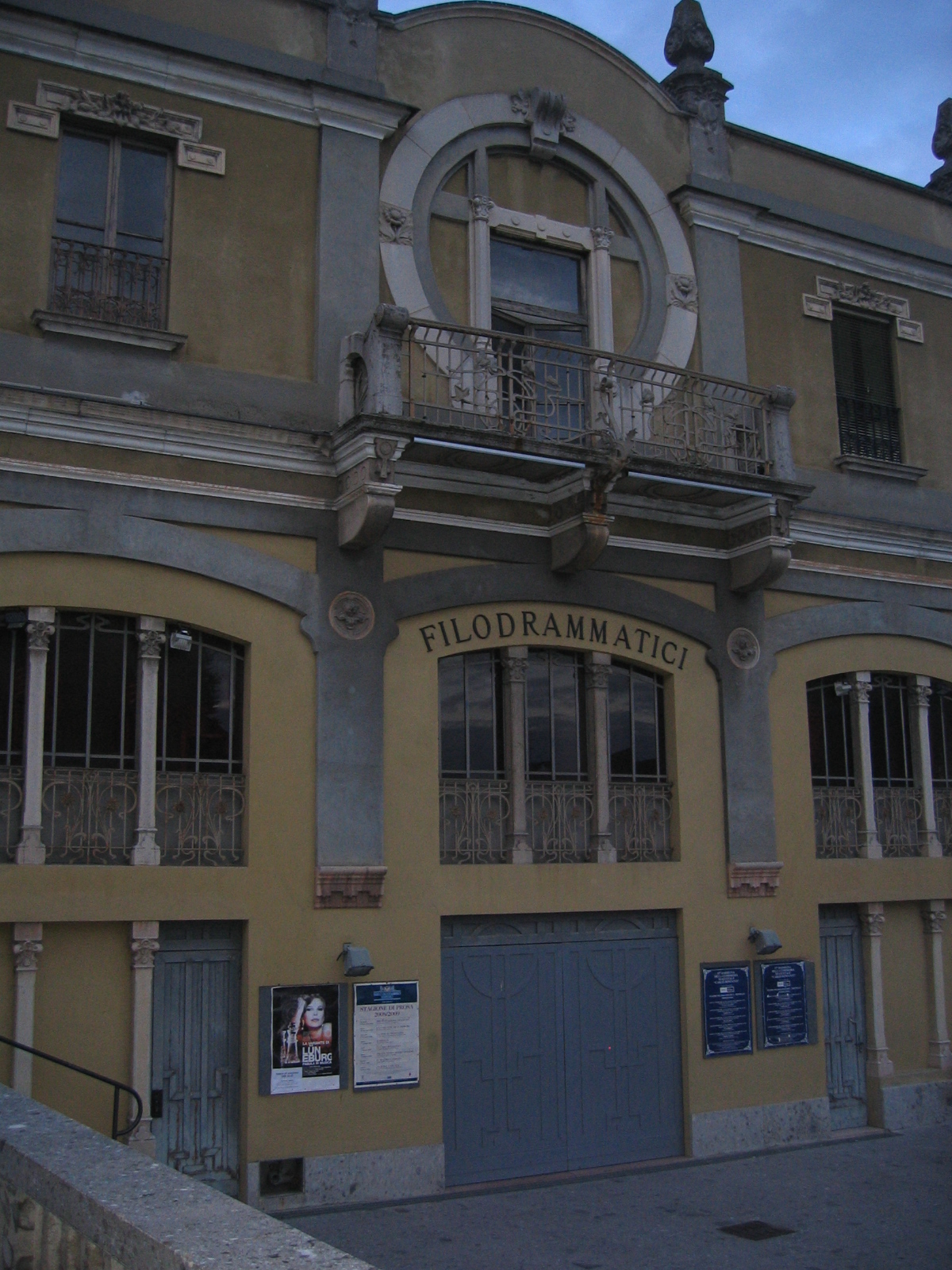
L'ingresso principale del teatro cittadino

Il teatro Filodrammatici è stato fino dalla demolizione del teatro Sociale nel 1964 al 2015 l'unico teatro pubblico della città, per lasciare il posto all'ex UPIM, dove nel 2015 è stato aperto il teatro nuovo di Treviglio (TNT). Curiosamente la via secondaria posta dietro la piazza è ha continuato a chiamarsi vicolo del teatro.
Il teatro Filodrammatici si trova nel piazzale del Santuario nell'angolo nordovest. Progettato già nel 1898 da Carlo Bedolini, è stato realizzato a inizio novecento in stile Liberty e inaugurato il 15 luglio 1905.

### Teatro nuovo Treviglio
Il teatro nuovo di Treviglio (TNT) è stato inaugurato nel gennaio 2015 e si trova nel centro civico di Treviglio, in piazza Garibaldi un piano sotto il livello stradale.

### Cinema
A Treviglio è stato ambientato il film vincitore della palma d'oro a Cannes L'albero degli zoccoli di Ermanno Olmi, della frazione comunale Castel Cerreto era originario l'attore non protagonista Batistì, così come molti altri attori non protagonisti, e inoltre in via Cavallotti lungo la roggia fu girata la scena milanese ambientata ai navigli.

### Musica
Degno di nota è il corpo musicale Città di Treviglio, creato nel 1820 con il nome di "Società Filarmonica della Banda di Treviglio" dalla famiglia trevigliese dei Brugnetti, ma non è noto il nome del fondatore. Il primo concerto della Filarmonica avvenne il 27 febbraio 1822 e aprì le celebrazioni del terzo centenario del Miracolo della Madonna delle Lacrime di Treviglio. La Filarmonica suonò poi nel 1846, quando venne inaugurato il tratto Milano-Treviglio della Imperial Regia Strada Ferrata Milano-Venezia e nel 1848, quando a Treviglio si festeggiava la ritirata del maresciallo Radetzky da Milano.
Nel 1872 il corpo musicale si trovò ad avere troppi strumentisti e due maestri. Avvenne così la divisione in due formazioni: la Banda Civica e la Nuova Filarmonica "Giuseppe Verdi", diretta dal maestro Pietro Martinelli, deceduto nel 1903, a cui poi la città dedicò una via. Le due bande però, avevano l'abitudine di suonare indistintamente sia ai funerali e alle processioni religiose, sia ai cortei patriottici. In seguito al non expedit della Chiesa cattolica, con cui papa Pio IX nel 1874 dichiarò inaccettabile per i cattolici italiani partecipare alla politica, nel 1896 i clericali fondarono la Banda San Carlo, la cui sede era l'istituto Salesiano. Le tre bande convissero dividendosi i compiti fino al 1914.
Dopo la prima guerra mondiale, nel 1919, le tre formazioni bandistiche si riunirono in una sola Banda Municipale. Durante il fascismo la Banda attraversò un periodo di disorganizzazione. La Banda San Carlo, ricostituita alla fine della seconda guerra mondiale, cessava la sua attività. Nel 1960 i musicisti della Banda San Carlo si trasferirono nella Banda Municipale, che diventò la nuova Banda Città di Treviglio.
Dal 1986 l'ensemble diventa il Corpo Musicale Città di Treviglio. Nel 2000 ha partecipato al Concorso Nazionale di Cascina, nel 2001 al Concorso Internazionale Flicorno d'oro.
Nel 2017 il "Ce.S.M. Young Ensemble", un gruppo di musicisti del Corpo musicale, ha partecipato a un progetto musicale a San Pietroburgo.
La filarmonica tiene numerosi concerti in ambito cittadino tra i quali il caratteristico concerto di Natale e numerosi altri in occasioni delle principali festività e ha collaborato con vari artisti.
Ha sede nella città anche il coro ICAT, costituito nel 1967 come coro maschile dedito a quel tempo all'esecuzione di canti tradizionali e popolari.

### Cucina
La cucina di Treviglio è la tipica cucina povera della pianura lombarda.
Prodotto tipico è sicuramente il dolce denominato Turta de Treì, una pasta frolla granulosa di forma circolare farcita con mandorle e burro; nata agli inizi degli anni novanta.

### Eventi
Tra i principali eventi che si tengono sul territorio comunale abbiamo:
- Trevigliopoesia, festival di poesia, accompagnata anche da foto e video. Si svolge a fine di maggio e dura quattro giorni, vanta partecipazioni internazionali.[133]
- la Fiera agricola della Bassa Bergamasca, dura tre giorni a fine aprile e si tiene in zona fiera col patrocinio di: comune di Treviglio, provincia di Bergamo e camera di commercio sin dal 1981[134][135].

## Geografia antropica

### Urbanistica

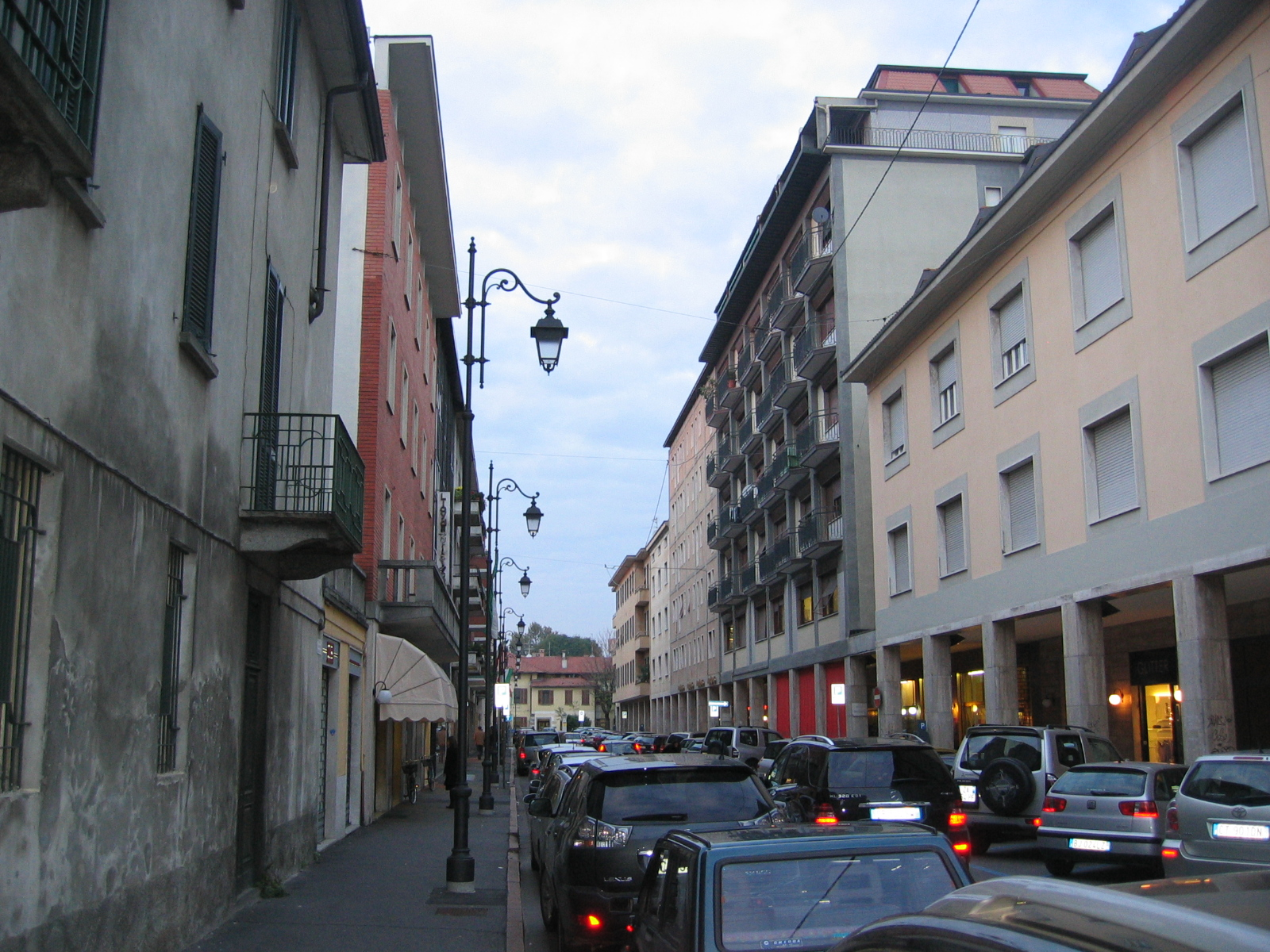
Via Matteotti

#### Conformazione del centro storico
La conformazione del centro storico ha un andamento ortogonale a causa della centuriazione romana.
Il primo nucleo difensivo, denominato castrum vetus sorgeva nelle attuali piazza Manara, piazza Garibaldi e via Galliari ed era circondato da un fossato, il cui ingresso era posto in corrispondenza dell'attuale vicolo teatro. In seguito esso è stato circondato da un secondo ordine di mura e da un triplice fossato che sorgeva al posto dell'attuale circonvallazione interna.
Vi erano inoltre quattro torri poste alle quattro porte poste in direzione dei quattro punti cardinali nelle vie Roma, Galliari, Verga e San Martino. Le vie del centro storico hanno mantenuto la fisionomia medievale ed è proprio per questa ragione che non sono mai completamente dritte, ma leggermente incurvate al fine di disorientare i nemici. Ciò diventa più difficile con la costruzione del campanile che consente di giungere sino alla piazza principale prendendolo come riferimento.

### Suddivisioni storiche

#### Centro storico
Il centro storico di Treviglio è la zona che è compresa all'interno della circonvallazione interna di Treviglio. In passato questa circonvallazione non esisteva perché al suo posto c'era il fossato del borgo.
La conformazione del centro storico è ortogonale e deriva dalla centuriazione romana. Il centro ha mantenuto la fisionomia originaria anche se a inizio Novecento si è liberato delle mura per favorire lo sviluppo delle attività economiche.
Le vie principali restano tuttavia quelle delle quattro porte originarie: via Galliari, via Roma, via Verga e via San Martino, cui va aggiunta via Sangalli in cui era situata porta stoppa, che fu murata con l'apertura di porta nuova nella parallela via di San Martino.

### Frazioni e località

#### Battaglie
La frazione di Battaglie prende il nome dall'omonima cascina. L'origine del toponimo è ignota in quanto non risulta che presso Battaglie si sia mai combattuto alcuna battaglia. Ospita la fabbrica storica della Bianchi e un esemplare di gelso centenario all'interno di una cascina corte.

#### Castel Cerreto
La frazione di Castel Cerreto (Serìt in dialetto bergamasco), sorge nella parte più settentrionale del territorio del comune e costituisce un paese a sé stante, relativamente autonomo dal capoluogo. È un centro prevalentemente agricolo immerso nella campagna, e conta poche centinaia di abitanti. Il nome si riferisce alla residenza dei Rozzone, signori locali, durante il Medioevo.

#### Geromina

La chiesa della frazione Geromina

La frazione più popolosa è la Geromina (Girumina in dialetto bergamasco), situata lungo la strada per Canonica d'Adda. Benché in passato fosse una zona prevalentemente agricola, da alcuni decenni è interessata da una forte crescita edilizia, che ha portato la popolazione a circa 2 000 abitanti. Dispone di una scuole primaria, una banca, la chiesa del Santo Nome di Maria, un oratorio ed è sede di alcuni centri sportivi e di una decina di parchi pubblici.

#### Pezzoli
La frazione Pezzoli prende il nome dall'omonima cascina. La cascina Pezzoli ospita una fattoria didattica accreditata presso regione e provincia, ospita diverse specie di animali anche esotiche.

#### Altre località del territorio
Balagiaera una località della "brughera" a nord di Treviglio, pascolo naturale ai confini con Arcene e Pontirolo Nuovo.
Blancanudaera un antico insediamento di case coloniche sulla sponda sinistra dell'Adda, nei pressi dell'attuale cascina Cornella. Si trovava in un'area particolarmente fertile, ai confini con Casirate d'Adda e Fara Gera d'Adda e fu solo in piccola parte trevigliese; lo stesso territorio è compreso in buona parte nel territorio del comune di Cassano d'Adda. Il toponimo, composto dalle parole "bianca" e "nuda", sembra discendere da qualche antica particolarità del paesaggio. Nel 1509 vi si accampò l'esercito francese il giorno precedente la battaglia di Agnadello.
Brugherail toponimo designa una parte delle terre tra Pontirolo Nuovo, Fara Gera d'Adda e Treviglio. Le origini sono antiche, ma restano ignote. Queste zone, un tempo occupate da boschi furono trasformate in campi, conservando però l'aspetto originario. Nel Medioevo furono acquistate dagli abitanti di porta Zelute, poi Zeduro, ora via Roma al comune di Pontirolo Nuovo, e da quel momento rimasero trevigliesi.
Ferrandinofu una piccola frazione di Treviglio, che deve il suo nome alla presenza di una proprietà rurale nel Seicento di Tommaso Ferrando, detto "giumenteso". Tale soprannome è conservato da un ramo della famiglia.
Cascine Dotti, Giuseppana, Pelisa e SantissimoContano poche decine di abitanti ciascuna. Il toponimo Pelisa significa "erba fine dei prati stabili".
Gerundioil nome del tratto di costa e sottocosta con centro nella statale per Milano deriva dall'antico lago Gerundo.
Roccololocalità cara alle scampagnate dei trevigliesi a sudovest del comune in via del bosco. Vi è situato l'omonimo parco.
Valle del lupoè una zona selvaggia a nord di Treviglio, posta nell'ultimo tratto comunale della roggia Vailata accanto a via Canonica all'altezza di Castel Cerreto. Vi è situato un ponticello in pietra che in antichità serviva a collegare Castel Cerreto e Fara Gera d'Adda. In tale area sono stati rinvenuti dei reperti di origine romana Sino al 1830 circa era popolata da lupi.

## Economia
Le attività economiche sono da sempre un punto di forza della città che già dal 1081 denominata Trivillium Grassum da un diploma imperiale di Enrico IV proprio a causa della sua prosperità. Era in quanto comune libero esente da tasse fino al 1815, nonostante subisse le continue scorribande di eserciti stranieri in zona che ne imponevano di straordinarie.
Il modello economico di Treviglio è cambiato negli anni, in particolare nel secondo dopoguerra, passando da prevalentemente agricolo-artigianale a industriale fino a vedere dopo gli anni novanta la crescita del settore terziario. Tra le imprese che, per la loro dimensione, svolsero un ruolo chiave in questo processo abbiamo la Baslini e la SAME.

### Agricoltura

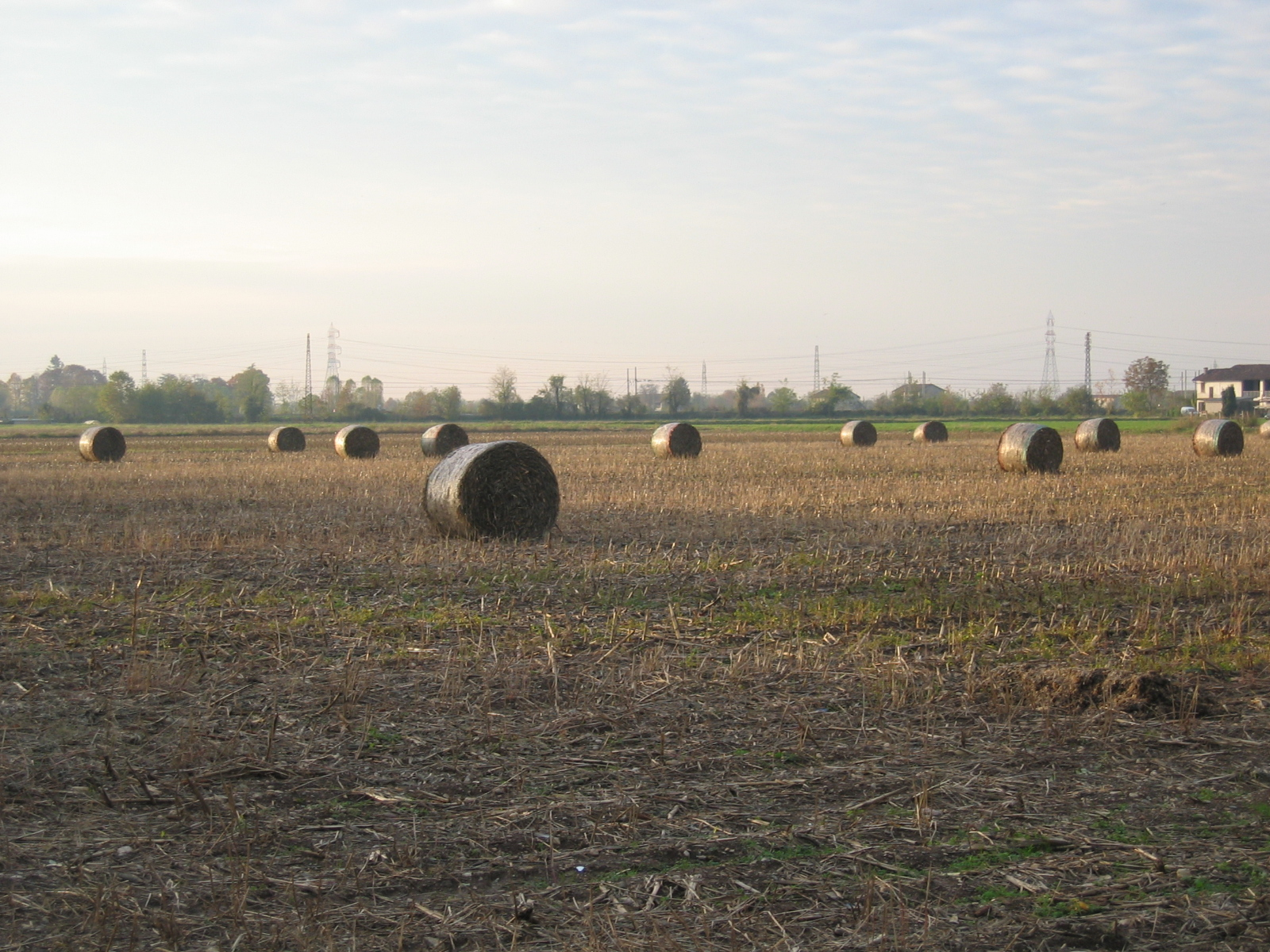
La campagna trevigliese d'autunno con le balle di fieno

Il suolo di Treviglio non era in origine particolarmente favorevole all'agricoltura, in quanto arido e ghiaioso, ma tramite la canalizzazione dei vicini fiumi a partire dal Medioevo la situazione è notevolmente migliorata.
Le rogge Moschetta e Vignola sono infatti state derivate dal fiume Brembo a Brembate, dove si trova la casa del custode delle acque, mentre la roggia Vailata è derivata dall'Adda presso Fara Gera d'Adda. Le prime due scorrono a nord del comune mentre la terza scorre anch'essa nella sezione occidentale del territorio comunale.
Ben poco resta dei 200 000 gelsi che in passato fecero prosperare il settore tessile cittadino, tuttavia qualche esemplare è ancora presente all'interno del parco del Roccolo.
In passato erano attive cave di materiali ghiaiosi tra le quali quella della Vailata vicino alla strada per Casirate d'Adda.

### Artigianato
Tra i prodotti di artigianato legati al territorio abbiamo i mobili d'arte molto diffusi qui come anche nel circondario, inoltre in passato vi erano prodotti nei pressi dell'attuale viale Filagno filati di pregiata qualità tanto che scene del guado dell'Adda di Cassano sono rappresentate in alcuni filati del tesoro del duomo di Monza.

### Industria

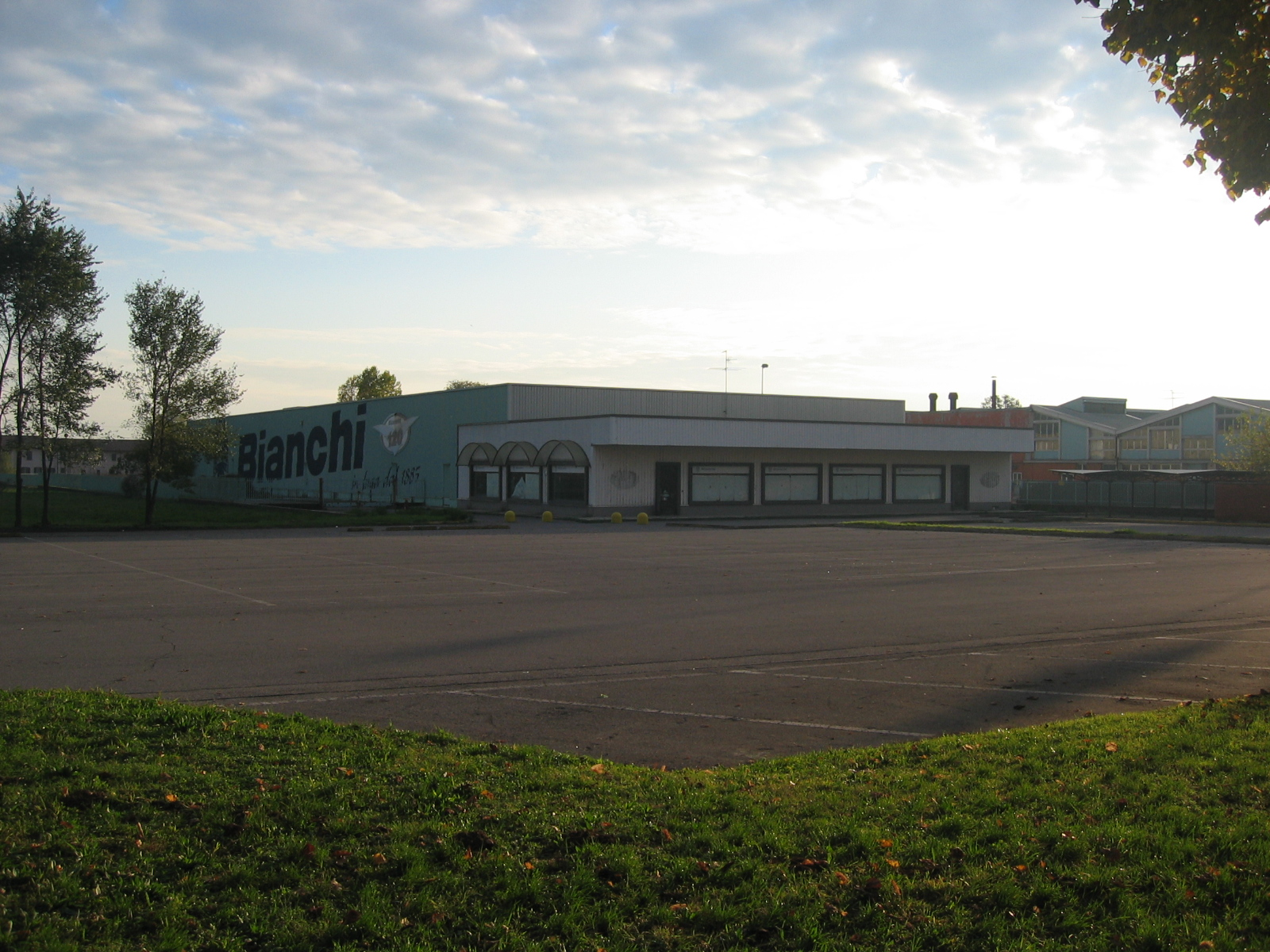
Lo stabilimento della Bianchi biciclette

A Treviglio hanno sede numerose industrie che beneficiano di ottimi collegamenti stradali e ferroviari. La più importante è il gruppo SAME Deutz-Fahr, quarto produttore al mondo di trattori e primo in Europa (fanno parte del gruppo i marchi SAME, Lamborghini, Hürlimann e Deutz-Fahr). Per questo è anche conosciuta come "la città dei trattori".
Vi è poi la sede principale della Bianchi, produttrice di biciclette.
Dal 2006 si è insediata nella zona PIP 1 la tipografia Eurogravure, facente parte di un gruppo di imprese Arvato, controllato dalla multinazionale Bertelsmann.
Un'azienda del passato nota a livello internazionale fu l'Atlantic, produttrice di giocattoli e celebre soprattutto per i suoi soldatini.

#### Zona PIP 1

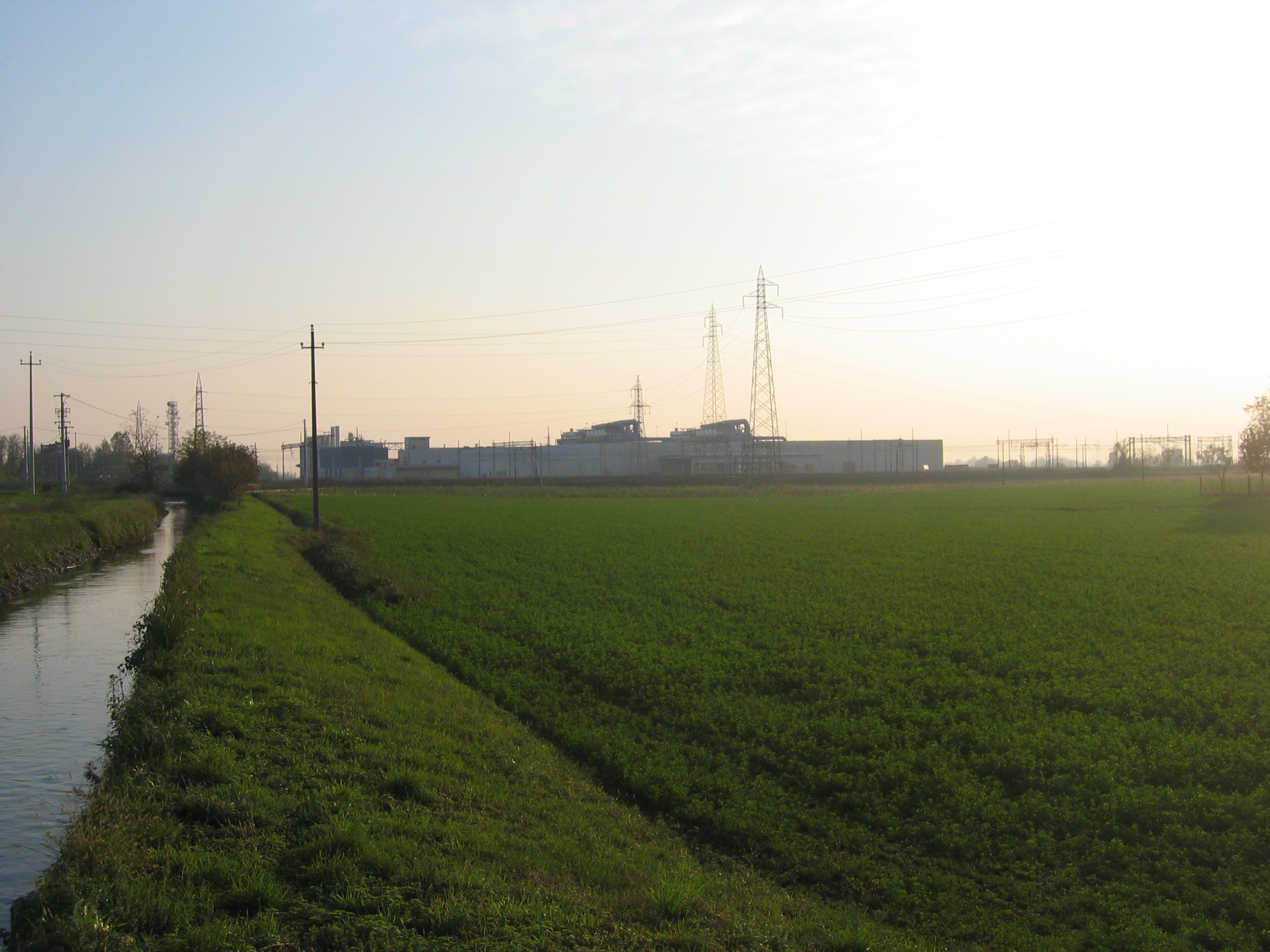
La tipografia Eurogravure vista dalla campagna circostante

La zona PIP 1 è la più antica zona industriale di Treviglio, situata nella zona sudovest del territorio comunale, a sud della linea ferroviaria Milano-Venezia e sudovest della stazione centrale. Essa ospita numerose aziende, tra le quali la tipografia Eurogravure.

#### Zona PIP 2
La zona PIP 2 è la più recente zona industriale di Treviglio, che vanta la presenza di numerose attività commerciali, artigianali e della maggiore piattaforma ecologica cittadina. È situata a sud della linea ferroviaria Milano-Venezia vicino al ramo che prosegue in direzione Cremona.

### Servizi
Anche il settore terziario si è ampiamente insediato e sviluppato nel territorio comunale, ove hanno sede innumerevoli assicurazioni, e banche. La Cassa Rurale e Artigiana, banca principale della Gera d'Adda, ha qui la sua sede centrale.
Treviglio ospita attività di commercio al dettaglio, in gran parte rappresentate dall'associazione Distretto del Commercio di Treviglio.

### Turismo
Ospitando una Basilica, l'imponente campanile, il Santuario della Madonna delle Lacrime e vari musei, Treviglio ha una spiccata vocazione turistica, anche se dal punto di vista religioso è meno frequentata della vicina Caravaggio, col suo Santuario famoso in tutto il mondo. 
Flussi turistici, seppur presenti sono di entità ridotta e sono per lo più legati a gemellaggi ed eventi sul territorio tra cui la festa del Miracolo e la correlata sfilata storica.

## Infrastrutture e trasporti

### Strade
A sud della città è presente il tracciato della Autostrada A35-BreBeMi, il cui casello di Treviglio è situato nella zona occidentale della città. La città è attraversata dalla Strada statale 11 Padana Superiore, che collega Torino con Venezia, fino agli anni sessanta principale asse di collegamento in direzione est-ovest del Nord Italia. A Treviglio iniziano poi numerose strade provinciali e statali tra le quali la Strada statale 42 del Tonale e della Mendola, che collega il centro con Bergamo, la Strada provinciale 128, la Strada provinciale 129, la Strada provinciale 136, la Strada provinciale 141, la Strada provinciale 142 e la Strada statale 472 Bergamina, che collega il comune con Lodi.

### Ferrovie

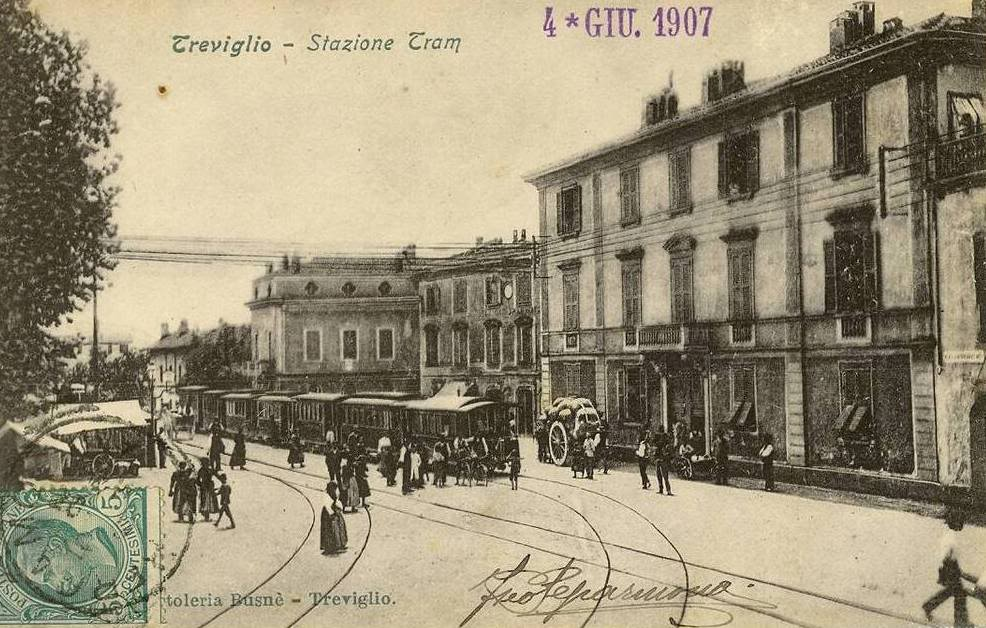
La stazione tranviaria

Treviglio è dotata di due impianti ferroviari: la stazione di Treviglio, che si trova sull'importante linea ferroviaria Milano-Venezia ed è punto di diramazione delle linee per Bergamo e per Cremona, e la stazione di Treviglio Ovest, posta sulla linea per Bergamo. Dal 13 dicembre 2009, la stazione di Treviglio funge da capolinea orientale delle linee S5 e S6 del servizio ferroviario suburbano di Milano.
In passato la città era servita altresì dalle tranvie Fornaci-Treviglio-Caravaggio e Lodi-Treviglio-Bergamo.

### Mobilità urbana
La città è servita dalle autolinee urbane e suburbane dalla SAI, che a Treviglio fu fondata nel 1920, con otto linee.

## Amministrazione

### Sindaci eletti direttamente (1993-)
| Sindaco | Sindaco         | Sindaco          | Mandato          | Mandato                   | Partito                                                        | Coalizione                | Coalizione                        |
| Sindaco | Sindaco         | Sindaco          | Inizio           | Fine                      | Partito                                                        | Coalizione                | Coalizione                        |
| ------- | --------------- | ---------------- | ---------------- | ------------------------- | -------------------------------------------------------------- | ------------------------- | --------------------------------- |
| 1       |                 | Luigi Minuti     | 20 giugno 1993   | 27 aprile 1997            | Partito Socialista Italiano Partito Democratico della Sinistra |                           | PDS–PSI–PSDI–PRI                  |
| 1       | 27 aprile 1997  | Luigi Minuti     | 13 maggio 2001   |                           | Partito Socialista Italiano Partito Democratico della Sinistra | L'Ulivo (PDS–PRC–Civiche) |                                   |
| 2       |                 | Giorgio Zordan   | 13 maggio 2001   | 12 giugno 2006            | Indipendente                                                   |                           | L'Ulivo (DS–PRC–IdV–Civiche)      |
| 3       |                 | Ariella Borghi   | 12 giugno 2006   | 13 giugno 2011            | Democratici di Sinistra Partito Democratico                    |                           | L'Unione (DS–PRC–FdV–IdV–Civiche) |
| 4       |                 | Giuseppe Pezzoni | 13 giugno 2011   | 22 dicembre 2015          | Il Popolo della Libertà                                        |                           | PdL–LN–Civiche                    |
| -       |                 | Alfredo Nappi    | 23 dicembre 2015 | 29 gennaio 2016           | Commissario prefettizio                                        | Giunta commissariata      | Giunta commissariata              |
| -       | 29 gennaio 2016 | Alfredo Nappi    | 20 giugno 2016   | Commissario straordinario |                                                                | Giunta commissariata      | Giunta commissariata              |
| 5       |                 | Juri Fabio Imeri | 20 giugno 2016   | 5 ottobre 2021            | Lega                                                           |                           | LN–FdI–Civiche                    |
| 5       | 5 ottobre 2021  | Juri Fabio Imeri | in carica        |                           | Lega                                                           | Lega-FdI-FI-UdC-Civiche   |                                   |

## Sport
Nel calcio la principale società è la Trevigliese, che milita in Serie D e in passato ha preso parte a diversi campionati di Serie C oltre che agli antichi tornei cadetti.
Nel basket la principale società cittadina è la Treviglio Brianza Basket, che milita nel campionato di Serie B.
Rilevante è anche l'Atletica Estrada, vincitrice con i suoi atleti di numerosi trofei e medaglie a livello nazionale e internazionale.

### Ciclismo
Giro d'Italia
Treviglio è stata sede della cosiddetta "Grande Partenza" del Giro d'Italia nell'edizione del 1967, con il via ufficiale della corsa dato il 20 giugno dallo Stabilimento Edoardo Bianchi alla volta di Alessandria, dove si concluse la prima tappa con la vittoria di Giorgio Zancanaro. In totale quindi, la città è stata sede di tappa della "Corsa Rosa" in due occasioni (una partenza e un arrivo).
Società ciclistiche
Una certa importanza ha anche la Ciclistica Trevigliese, che nel corso del 2019 ha ospitato a Treviglio per il terzo anno la prova di cronosquadre nazionale.

### Impianti sportivi
Tra gli impianti cittadini abbiamo:
- Palazzetto dello sport PalaFacchetti
- Piscina comunale Alessandra Quadri
- Campi sportivi "Ambrogio Mazza"
- Campi sportivi "Mario Zanconti"
- Pista di Atletica "Città di Treviglio"[163]
- Campi da tennis

Oltre a sette palestre di scuole pubbliche cittadine:
- Palestra scuola A. Mozzi
- Palestra scuola C. Battisti
- Palestra scuole E. De Amicis
- Palestra scuola Geromina
- Palestra Gatti
- Palestra ISIS Zenale e Butinone
- Palestra scuola T. Grossi